# Apokalypse (Dürer)

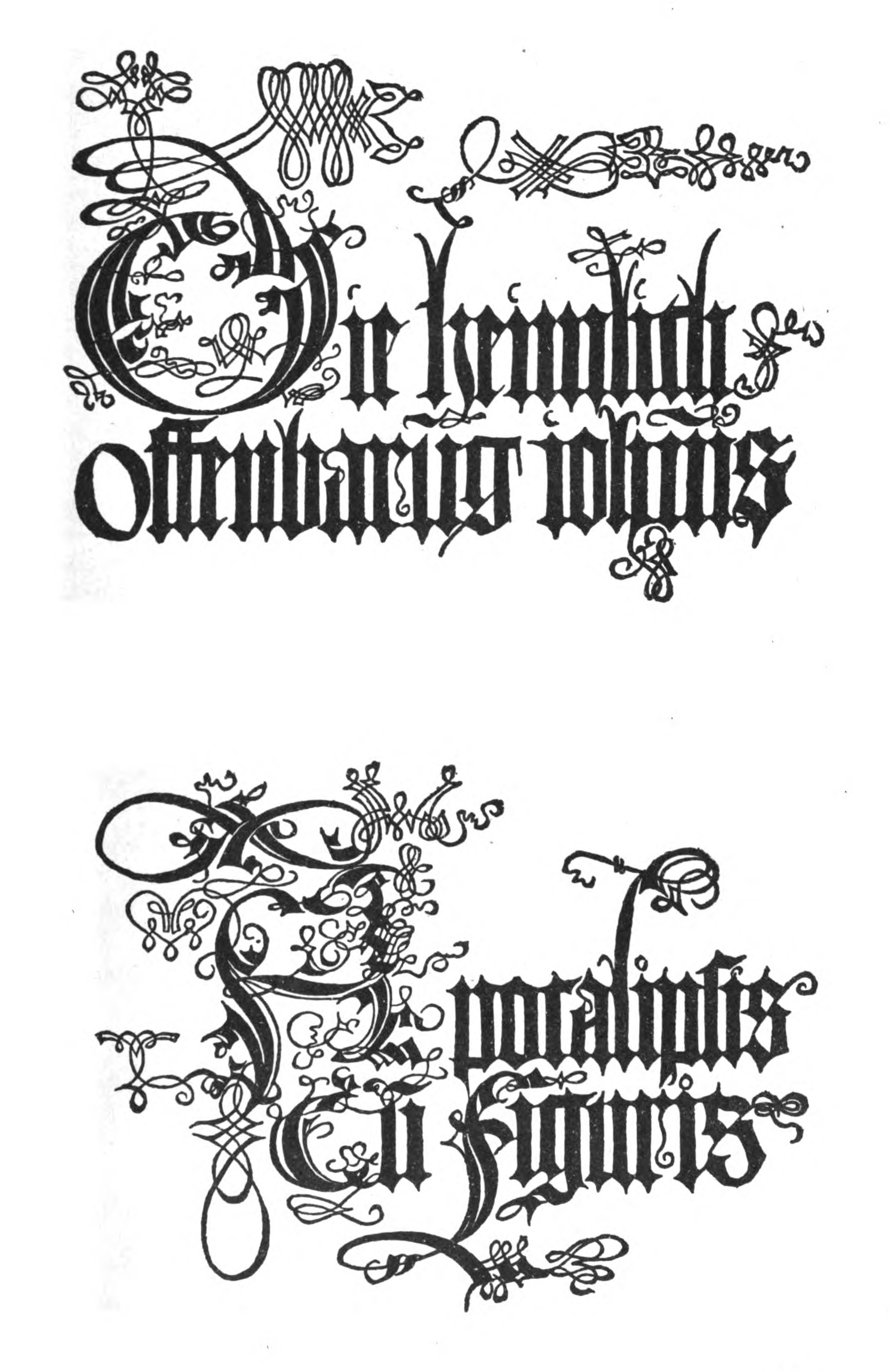
Titelblätter der Ausgaben von 1498, deutsch (oben) und lateinisch (unten)

Die heimlich offenbarung iohannis, lateinisch Apocalipsis cum figuris, ist ein Druckwerk von Albrecht Dürer mit der Offenbarung des Johannes, das vor allem durch seine 15 Holzschnitte bekannt ist. Sie wurde 1498 veröffentlicht, zuerst mit dem deutschen, kurz danach mit dem lateinischen Text der Offenbarung. Sie war das erste Druckwerk, für das ein Künstler allein die Verantwortung trug. Sie war ein großer Erfolg und zählt auch heute noch zu den berühmtesten Werken Dürers, vor allem die Darstellung der vier apokalyptischen Reiter.

## Beschreibung
Dürers Apokalypse besteht aus 16 großformatigen Blättern (vier Lagen zu je zwei Doppelblättern): Die Größe der Holzschnitte beträgt 28,2 × 39,3 cm; die heute noch erhaltenen Exemplare sind größtenteils beschnitten, die ursprüngliche Blattgröße betrug vermutlich etwa 32,5 × 48 cm. Die Vorderseite (recto) eines jeden Blattes zeigt einen Holzschnitt, die Rückseite (verso) den in zwei Spalten zu 62 Zeilen gesetzten Text, sodass in aufgeschlagenem Zustand der Text links vom Holzschnitt rechts illustriert wird. Wenn Text und dazugehörige Illustration voneinander entfernt sind, so wird bei der entsprechenden Textstelle auf die Illustration verwiesen, z. B. Item zu der Achten figur vor Kapitel 10. Auf der Versoseite des Titelblattes befindet sich die einspaltig gesetzte Vorrede, die Versoseite des letzten Blattes ist leer. Für die Initialen der 22 Kapitel und der Vorrede wurde ein annähernd quadratisches freies Feld von vier Zeilen Höhe gelassen, das von einem Rubrikator mit der Hand ausgemalt werden konnte.

## Entstehung
Im Jahr 1498 war Dürer 27 Jahre alt und hatte sich kurz zuvor in Nürnberg selbständig gemacht. Auf seiner ersten Venedig-Reise 1494/1495 hatte er die italienische Renaissance kennengelernt (die Historizität dieser Reise ist in der Forschung jedoch umstritten). Die Apokalypse ist kein Auftragswerk, vielmehr hat es der Künstler aus eigener Initiative konzipiert, ausgeführt und veröffentlicht.

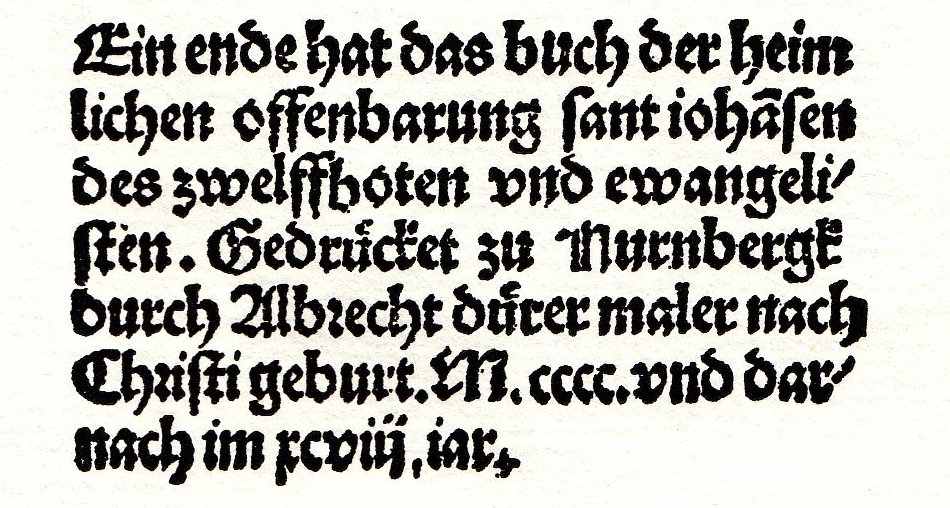
Kolophon der deutschen Ausgabe von 1498

Das Kolophon auf Blatt 15v nennt auch Dürer selbst als Drucker: Gedrücket zu Nurnbergk durch Albrecht dürer maler nach Christi geburt .M.cccc. und darnach im xcviii. jar. Wahrscheinlich war Dürers Taufpate, der Buchdrucker Anton Koberger, am Druck beteiligt. Der Text der deutschen Ausgabe wurden von Kobergers deutscher Bibel von 1483 („Koberger-Bibel“) übernommen. Die Lettern stammen von der Schedel’schen Weltchronik, die Koberger 1493 veröffentlicht hatte: in der deutschen Ausgabe eine Frühform der Schwabacher, in der lateinischen Ausgabe eine Rotunda.

### Vorbilder
Vorläufer für illustrierte Bücher der Offenbarung gehen zurück bis in frühromanische Zeit. Die karolingische Trierer Apokalypse aus dem ersten Viertel des 9. Jahrhunderts und die ottonische Bamberger Apokalypse vom Beginn des 11. Jahrhunderts in Reichenau sind ähnlich angelegt wie Dürers, mit ganzseitigen Illuminationen auf der rechten und handschriftlichem lateinischem Text auf der linken Seite. Die Malerei ist jedoch ganz stilisiert, mit wenigen Figuren, horizontaler Gliederung durch monochromem, bzw. Goldgrund und häufig zwei Szenen in einem geteilten Rahmen. In der Folgezeit wurden in weiteren Ausgaben die Miniaturen zunehmend mit Text umstellt und Szenen beschriftet. Ähnliches gilt für illuminierte Handschriften mit größeren Teilen oder der gesamten Bibel.
Die Koberger-Bibel war in Kooperation mit den Kölner Initiatoren Bartholemäus von Unckel und Heinrich Quentell entstanden, die 1479 eine erste Ausgabe in niederrheinischem Dialekt verlegt hatten. Die Holzschnitte von Quentell übernahm Koberger für seine Edition.
Dürer hat sich kompositorische Ideen und viele Motive nicht nur von Quentell zum Vorbild genommen und in seine Bildsprache und -technik übersetzt. Er wird auch die Grüninger Bibel, 1485 in Straßburg von Johannes Grüninger gedruckt, ebenfalls gekannt haben, deren Illustrationen sich stilistisch von den Kölner Holzschnitten unterscheiden, aber motivisch viele Gemeinsamkeiten haben. Beiden Bibeln ist gemeinsam, dass sich ihre Illustrationen durch Holzschnitte auf die Offenbarung konzentrieren. Ebenso geläufig war Dürer wohl auch eine Ausgabe der Offenbarung des Johannes, die 1470 als sogenanntes Blockbuch veröffentlicht worden war. Alle Holzschnitte dieser Ausgaben sind sehr einfach in ihrer grafischen Gestaltung und kein Vergleich zu Dürers ersten großen Zyklus mit seinen plastischen Figuren, der räumlichen Staffelung, der geometrischen Anlage der Kompositionen mit starken Senkrechten, die waagerecht in Linien durchkreuzt werden mit Objekten in unterschiedlicher Bildtiefe; ebenso gibt häufig parallel laufende Diagonalen, Pyramidalformen und symmetrische Bögen als kompositorische Mittel. Schließlich durchdringt die Bilder ein dramatisches Pathos, das im Zusammenspiel mit der im Detail realistischen Darstellung die visionären Szenen unmittelbar wirken lässt. „Da gibt es kein Ruhendes und gleichgültig Stilles... Manchmal möchte man sagen, die Zeichnung koche“ (Heinrich Wölfflin 1905). Als Zeichen künstlerischen Ausdrucks sind seine Holzschnitte zudem alle mit dem bekannten Dürer-Monogramm signiert, welches er schon seit 1493 einsetzte, was damals, insbesondere für Holzschnitte, noch unüblich war.

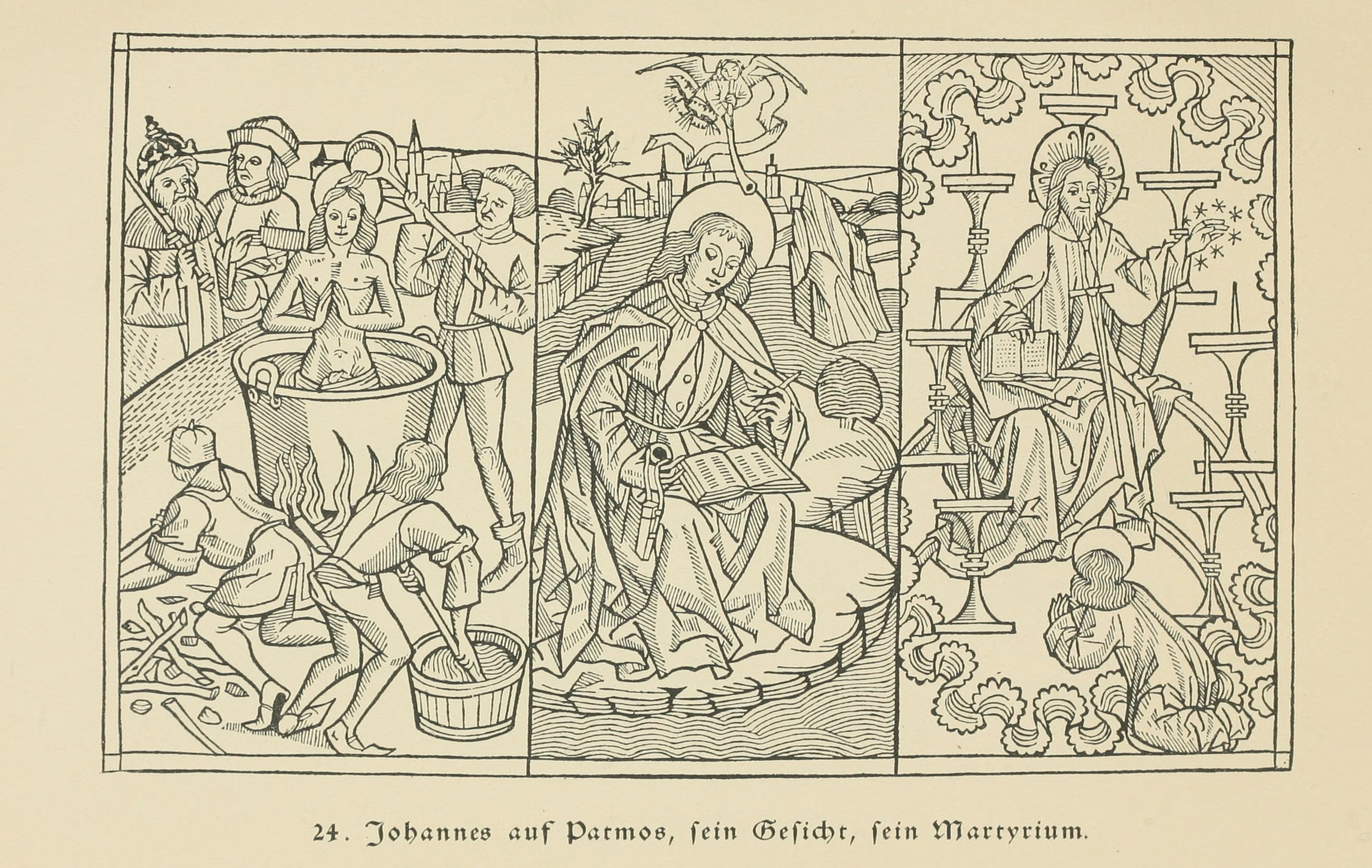
Holzschnitt aus der Kölner Bibel von 1479

Dürer nannte seine Apokalypse des Formats wegen „Großes Buch“. Später veröffentlichte er noch zwei „Große Bücher“, das Marienleben und die Große Passion. Alle drei Großen Bücher haben dasselbe Format und wurden gelegentlich gemeinsam verkauft und zu einem Sammelband gebunden. Die Apokalypse war ein großer Erfolg und machte Dürer in kurzer Zeit weit über die Grenzen seiner Heimatstadt hinaus bekannt. In einer von Endzeiterwartungen geprägten Zeit politischer und religiöser Umwälzungen – wenige Jahre vor der Jahrhundertwende und der anschließend aufkeimenden Reformation – war das Interesse an apokalyptischen Themen groß. Auch finanziell war die Apokalypse für Dürer sehr einträglich, sie verschaffte ihm sein Leben lang beträchtliche Einkünfte. Für den Vertrieb beschäftigte Dürer „Reisediener“, die von Stadt zu Stadt reisten und Drucke verkauften. Auch seine Frau Agnes und seine Mutter verkauften Exemplare auf Märkten und Messen. 1511 gab Dürer eine zweite Auflage der lateinischen Version heraus, der er einen weiteren Holzschnitt als Titelblatt hinzufügte.
Aufgrund der für damalige Zeiten hohen Auflage sind noch etliche Exemplare des Offenbarungszyklus erhalten, die meisten wurden jedoch aufgeschnitten und im Kunsthandel als Einzelblätter verkauft. Sie befinden sich in Sammlungen und Museen über die ganze Welt verstreut. Die Ausgabe von 1498 ist wesentlich seltener als die von 1511, beispielsweise gibt es nur vier Exemplare in öffentlichen Sammlungen der Vereinigten Staaten: in der National Gallery of Art in Washington, dem Saint Louis Art Museum, der  Houghton Library an der Harvard University und dem Museum of Fine Arts, Boston. Das Exemplar der Houghton Library ist vollständig koloriert. Auch das British Museum in London, die Staatliche Kunsthalle Karlsruhe und die Staatliche Graphische Sammlung München besitzen ein Exemplar in deutscher Sprache. Gelegentlich gelangen Exemplare in den Kunsthandel. Für die Ausgabe von 1511 werden um die 100.000 € bezahlt, für die Ausgabe von 1498 über eine Million.

## Die einzelnen Holzschnitte
Dürer nennt die Holzschnitte „Figuren“. Sie sind nummeriert, wobei nur die eigentlichen Illustrationen der Offenbarung gezählt werden. So steht auf der Versoseite vor dem Holzschnitt mit der Leuchtervision unter dem Text Nachvolget die Erst Figur.

### Frontispiz der Ausgabe von 1511

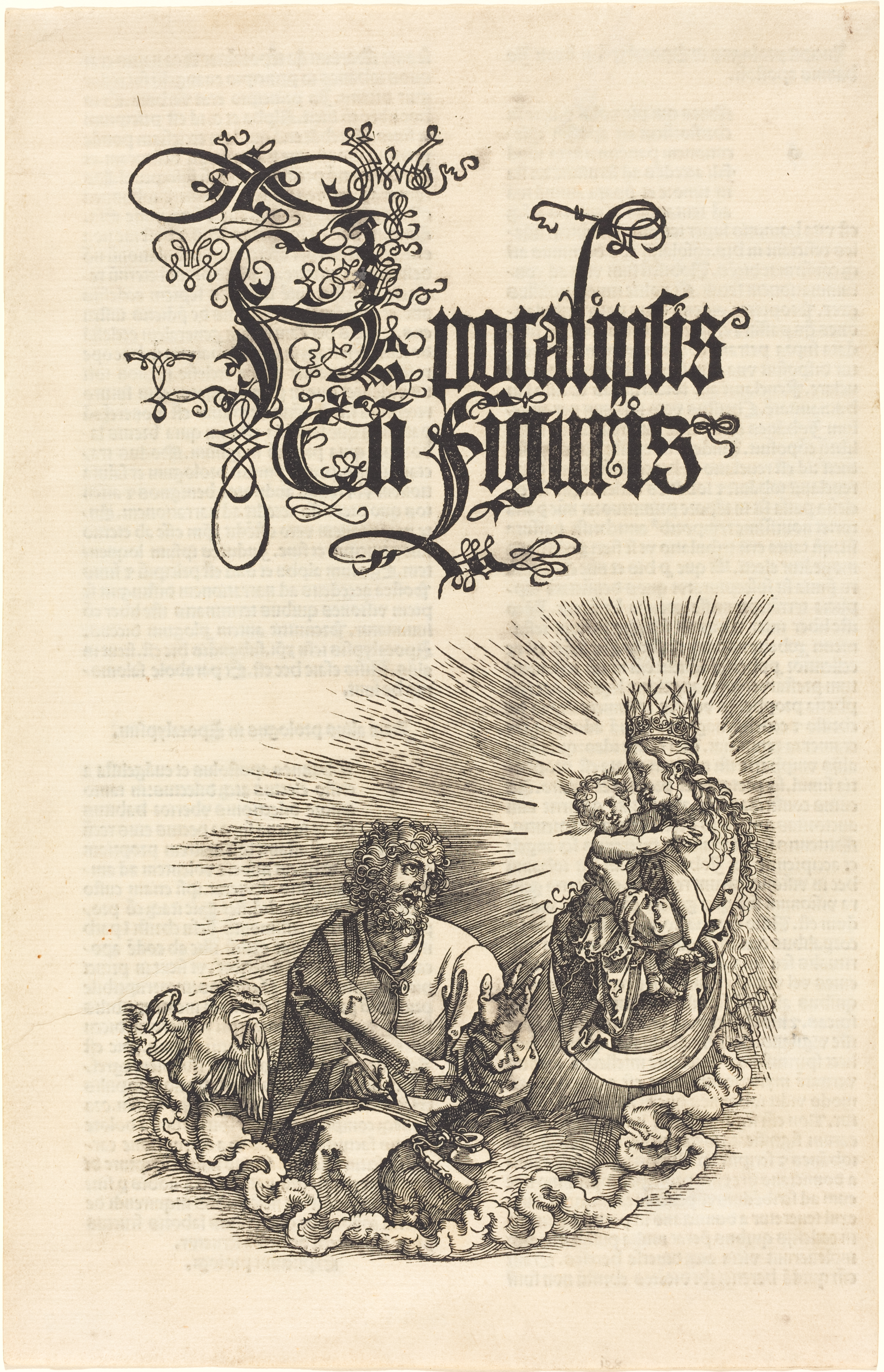
Frontispiz der Ausgabe von 1511

Die Titel der beiden Ausgaben von 1498 mit ihrer kunstvollen Kalligraphie sind ebenfalls in Holz geschnitten und nicht mit beweglichen Lettern gesetzt. Für die Neuauflage 1511 erweiterte Dürer den Titelholzschnitt um eine bildliche Darstellung des Evangelisten Johannes und der Madonna mit dem Kind. Johannes ist durch sein Evangelistensymbol, den Adler, gekennzeichnet und schreibt an der Offenbarung. In seiner Vision trägt die Madonna eine Sternenkrone, ist von einem Strahlenkranz umgeben und ruht auf einer Mondsichel. Diese Ikonografie stammt aus der Offenbarung: Und es erschien ein großes Zeichen am Himmel: eine Frau, mit der Sonne bekleidet, und der Mond unter ihren Füßen und auf ihrem Haupt eine Krone von zwölf Sternen (Offb 12,1 ).

### Martyrium des Evangelisten Johannes

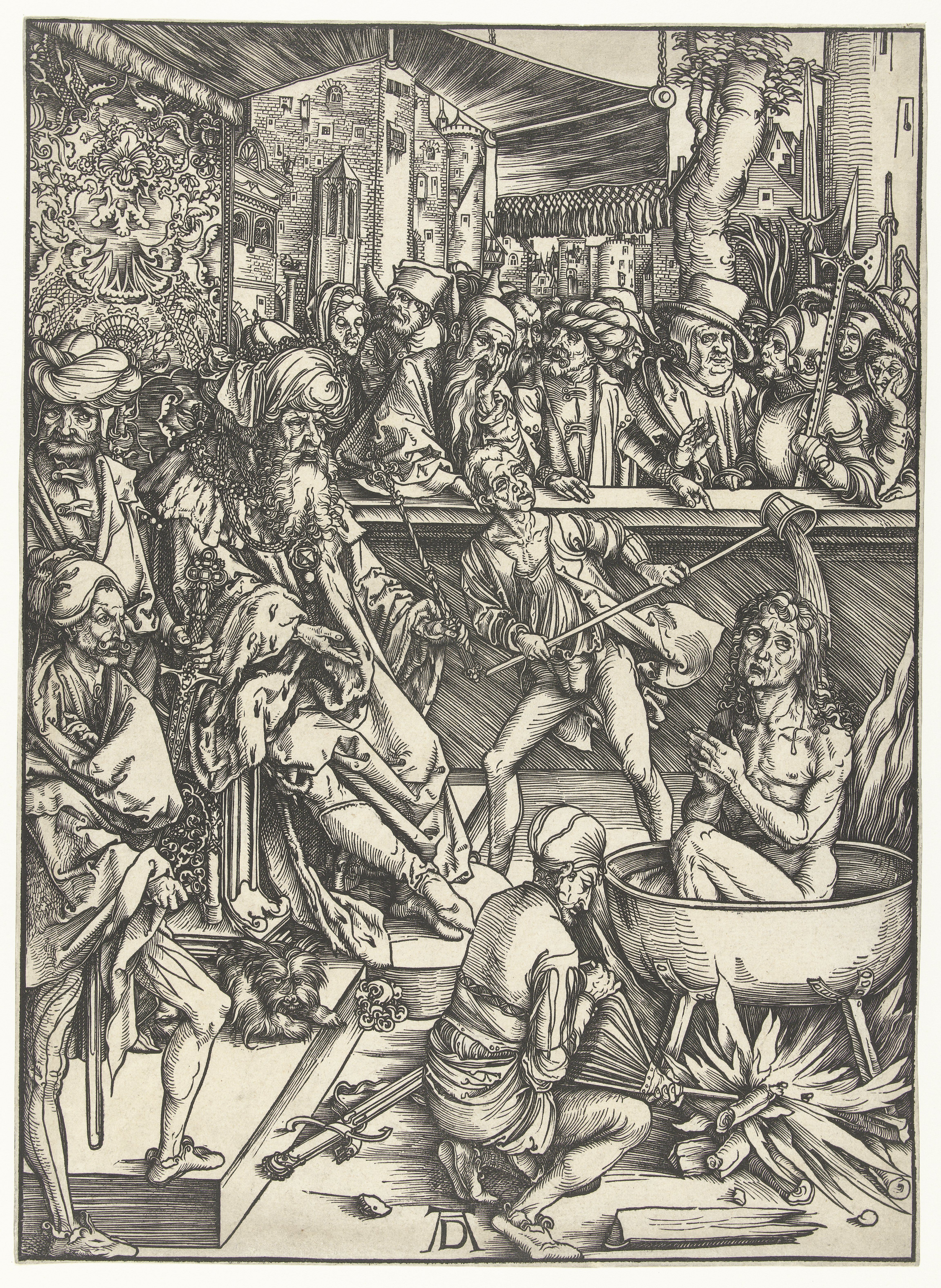
Martyrium des Evangelisten Johannes

Den Illustrationen der Offenbarung ist eine Darstellung des Martyriums des Heiligen Johannes vorangestellt. Der Evangelist Johannes – von dem Dürer nach der offiziellen Lehre der Kirche annahm, dass er auch der Verfasser der Offenbarung ist – wurde der Legende nach bei der Porta Latina in Rom in siedendes Öl geworfen, das ihm jedoch nichts anhaben konnte, woraufhin er von Kaiser Domitian nach Patmos verbannt wurde, wo er die Offenbarung niederschrieb. Diese Legende ist bereits im 3. Jahrhundert bei Tertullian bezeugt, später wurde dem Heiligen bei der Porta Latina die Kirche San Giovanni a Porta Latina errichtet und ein eigener Feiertag zum Gedenken an sein Martyrium eingerichtet (Iohannes ante portam latinam, 6. Mai).
Kaiser Domitian und der neben ihm stehende Mann mit Schwert sind als Türken gekleidet – eine damals übliche Art, Ungläubige und Feinde Christi darzustellen. Die Zuschauermenge und die Bewaffneten hinter der steinernen Balustrade sind zeitgenössisch gekleidet, die Gebäude im Hintergrund sind die einer deutschen Stadt des 15. Jahrhunderts.

### 1. Die Leuchtervision

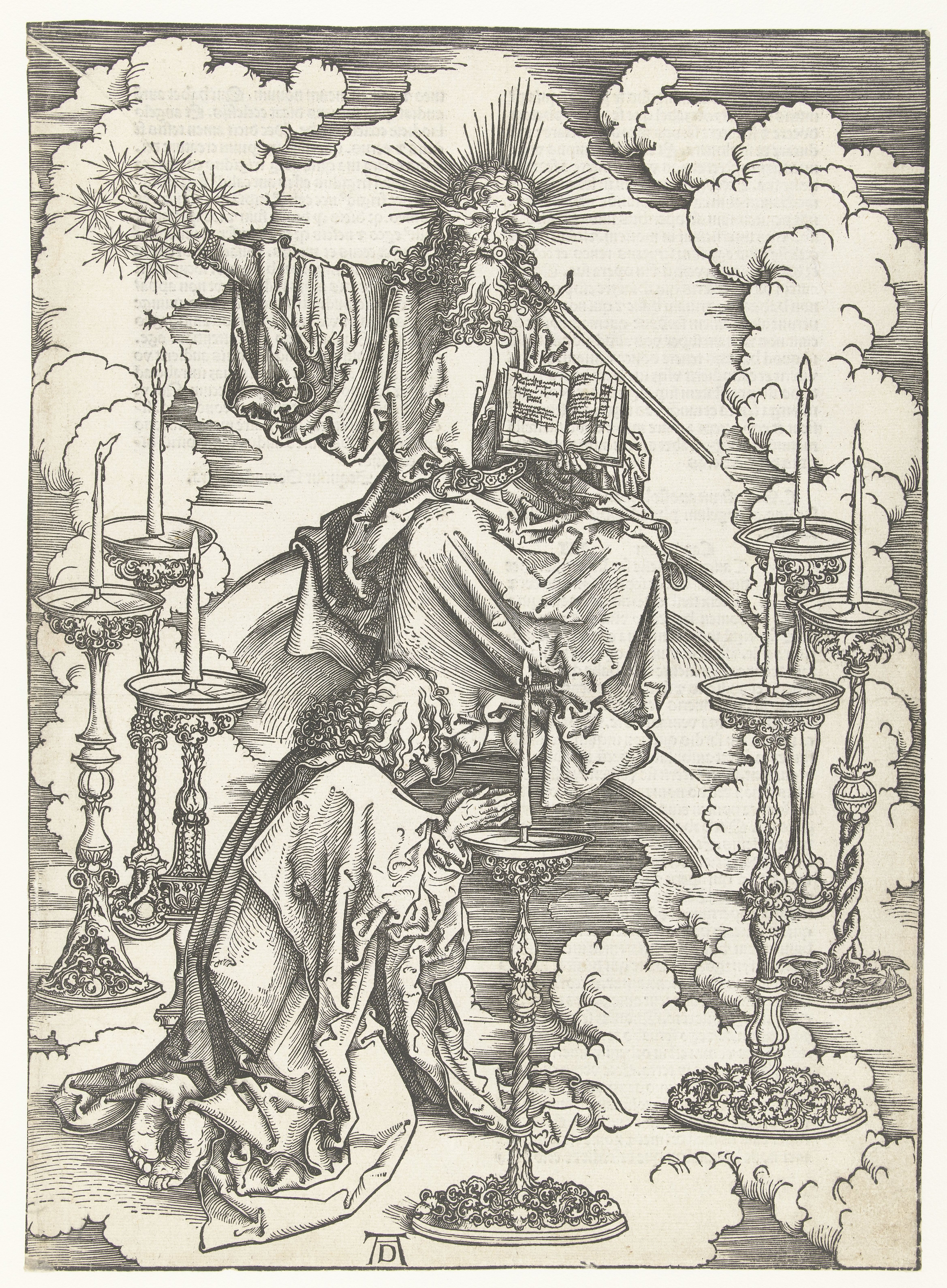
Die Leuchtervision

Die erste Figur illustriert die Leuchtervision des Johannes (Offb 1,12–16 ):
12 Und ich wandte mich um, zu sehen nach der Stimme, die mit mir redete. Und als ich mich umwandte, sah ich sieben goldene Leuchter 13 und mitten unter den Leuchtern einen, der war einem Menschensohn gleich, angetan mit einem langen Gewand und gegürtet um die Brust mit einem goldenen Gürtel. 14 Sein Haupt aber und sein Haar war weiß wie weiße Wolle, wie der Schnee, und seine Augen wie eine Feuerflamme 15 und seine Füße wie Golderz, das im Ofen glüht, und seine Stimme wie großes Wasserrauschen; 16 und er hatte sieben Sterne in seiner rechten Hand, und aus seinem Munde ging ein scharfes, zweischneidiges Schwert, und sein Angesicht leuchtete, wie die Sonne scheint in ihrer Macht.
Wie in allen Illustrationen folgt Dürer sehr getreu dem Text der Offenbarung. Gott  thront auf einem doppelten Regenbogen, vor ihm kniet Johannes auf einer Wolkenbank. Die sieben prunkvollen Leuchter sind nahezu symmetrisch angeordnet. Dürer hatte in seiner Jugend das Goldschmiedhandwerk erlernt, daher galt wohl den reichen, bei allen Leuchtern unterschiedlichen Verzierungen sein besonderes Interesse.

### 2. Die 24 Ältesten vor dem Thron

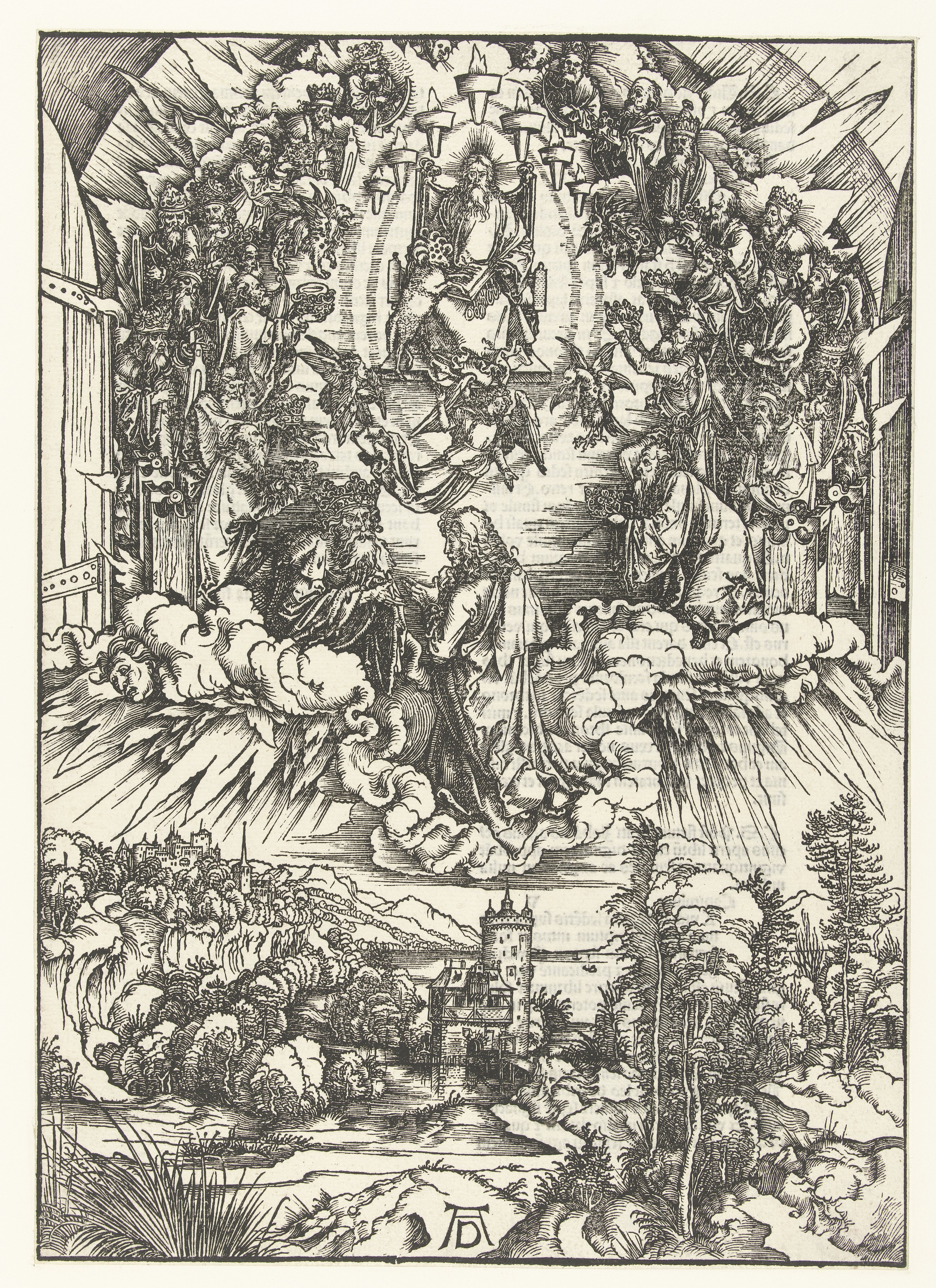
Die 24 Ältesten vor dem Thron

Die zweite Figur zeigt die 24 Ältesten vor dem Thron (Offb 4,1–8 , 5,1–9 ):
1 Danach sah ich, und siehe, eine Tür war aufgetan im Himmel, und die erste Stimme, die ich mit mir hatte reden hören wie eine Posaune, die sprach: Steig herauf, ich will dir zeigen, was nach diesem geschehen soll. 2 Alsbald wurde ich vom Geist ergriffen. Und siehe, ein Thron stand im Himmel und auf dem Thron saß einer. 3 Und der da saß, war anzusehen wie der Stein Jaspis und Sarder; und ein Regenbogen war um den Thron, anzusehen wie ein Smaragd. 4 Und um den Thron waren vierundzwanzig Throne und auf den Thronen saßen vierundzwanzig Älteste, mit weißen Kleidern angetan, und hatten auf ihren Häuptern goldene Kronen. 5 Und von dem Thron gingen aus Blitze, Stimmen und Donner; und sieben Fackeln mit Feuer brannten vor dem Thron, das sind die sieben Geister Gottes. 6 Und vor dem Thron war es wie ein gläsernes Meer, gleich dem Kristall, und in der Mitte am Thron und um den Thron vier himmlische Gestalten, voller Augen vorn und hinten. 7 Und die erste Gestalt war gleich einem Löwen, und die zweite Gestalt war gleich einem Stier, und die dritte Gestalt hatte ein Antlitz wie ein Mensch, und die vierte Gestalt war gleich einem fliegenden Adler. 8 Und eine jede der vier Gestalten hatte sechs Flügel, und sie waren außen und innen voller Augen, und sie hatten keine Ruhe Tag und Nacht und sprachen: Heilig, heilig, heilig ist Gott der Herr, der Allmächtige, der da war und der da ist und der da kommt. […] 5,1 Und ich sah in der rechten Hand dessen, der auf dem Thron saß, ein Buch, beschrieben innen und außen, versiegelt mit sieben Siegeln. 2 Und ich sah einen starken Engel, der rief mit großer Stimme: Wer ist würdig, das Buch aufzutun und seine Siegel zu brechen? 3 Und niemand, weder im Himmel noch auf Erden noch unter der Erde, konnte das Buch auftun und hineinsehen. 4 Und ich weinte sehr, weil niemand für würdig befunden wurde, das Buch aufzutun und hineinzusehen. 5 Und einer von den Ältesten spricht zu mir: Weine nicht! Siehe, es hat überwunden der Löwe aus dem Stamm Juda, die Wurzel Davids, aufzutun das Buch und seine sieben Siegel. 6 Und ich sah mitten zwischen dem Thron und den vier Gestalten und mitten unter den Ältesten ein Lamm stehen, wie geschlachtet; es hatte sieben Hörner und sieben Augen, das sind die sieben Geister Gottes, gesandt in alle Lande. 7 Und es kam und nahm das Buch aus der rechten Hand dessen, der auf dem Thron saß. 8 Und als es das Buch nahm, da fielen die vier Gestalten und die vierundzwanzig Ältesten nieder vor dem Lamm, und ein jeder hatte eine Harfe und goldene Schalen voll Räucherwerk, das sind die Gebete der Heiligen, 9 und sie sangen ein neues Lied: Du bist würdig, zu nehmen das Buch und aufzutun seine Siegel; denn du bist geschlachtet und hast mit deinem Blut Menschen für Gott erkauft aus allen Stämmen und Sprachen und Völkern und Nationen.
Links und rechts am Bildrand sind die geöffneten hölzernen Türflügel des steinernen Himmelstors zu erkennen. Dürer hat die visionären Inhalte – das Lamm mit sieben Hörnern und sieben Augen, die vier mit Augen übersäten Gestalten mit sechs Flügeln – so „realistisch“ wie möglich dargestellt. Johannes kniet wieder auf einer Wolkenbank, einer der 24 Ältesten wendet sich ihm zu. Die Ältesten sitzen auf hölzernen Kirchenstühlen. Alle 24 sind individuell ausgestaltet: Sie unterscheiden sich in Physiognomie, Kleidung und Haltung, auch ihre 24 Kronen sind unterschiedlich.
Die ruhige und friedliche Landschaft darunter steht in scharfem Kontrast dazu – noch ist nichts von den Katastrophen zu bemerken, die im Folgenden auf die Erde hereinbrechen werden.

### 3. Die vier apokalyptischen Reiter

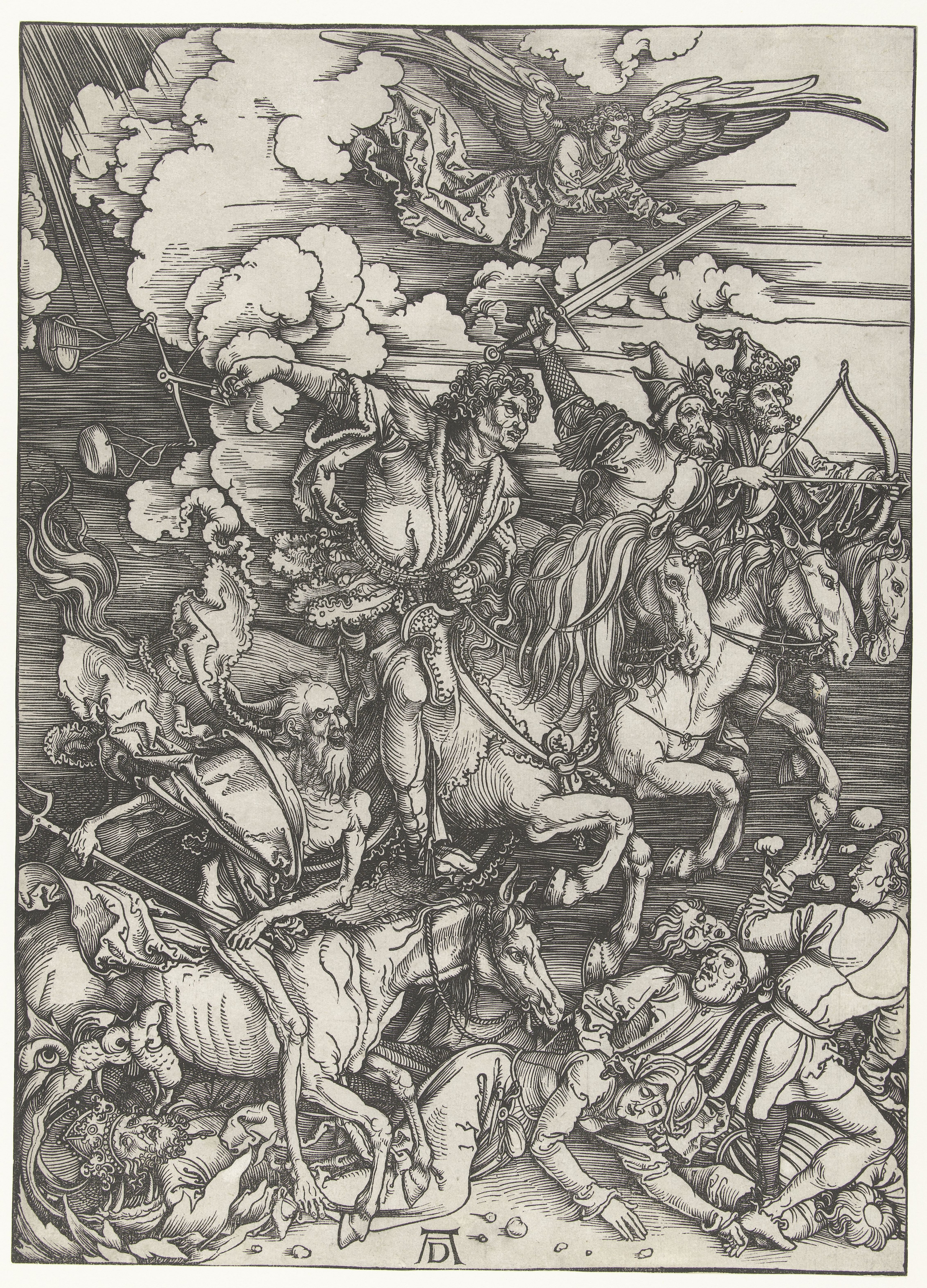
Die vier apokalyptischen Reiter

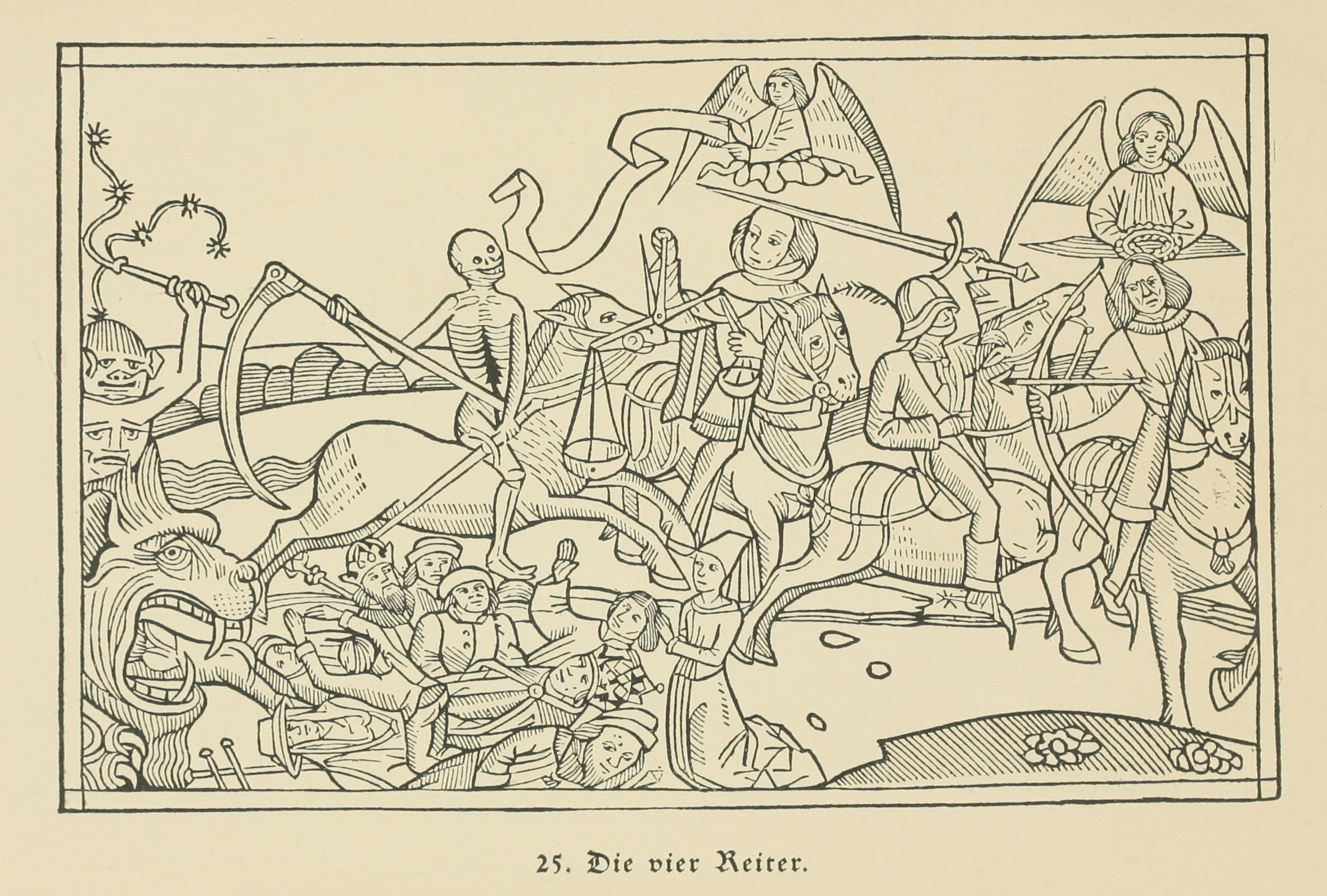
Die vier apokalyptischen Reiter aus der Kölner Bibel von 1479

Die Darstellung der apokalyptischen Reiter (Offb 6,1–8 ) gehört zu den berühmtesten Werken Dürers.
1 Und ich sah, dass das Lamm das erste der sieben Siegel auftat, und ich hörte eine der vier Gestalten sagen wie mit einer Donnerstimme: Komm! 2 Und ich sah, und siehe, ein weißes Pferd. Und der darauf saß, hatte einen Bogen, und ihm wurde eine Krone gegeben, und er zog aus sieghaft und um zu siegen. 3 Und als es das zweite Siegel auftat, hörte ich die zweite Gestalt sagen: Komm! 4 Und es kam heraus ein zweites Pferd, das war feuerrot. Und dem, der darauf saß, wurde Macht gegeben, den Frieden von der Erde zu nehmen, dass sie sich untereinander umbrächten, und ihm wurde ein großes Schwert gegeben. 5 Und als es das dritte Siegel auftat, hörte ich die dritte Gestalt sagen: Komm! Und ich sah, und siehe, ein schwarzes Pferd. Und der darauf saß, hatte eine Waage in seiner Hand. 6 Und ich hörte eine Stimme mitten unter den vier Gestalten sagen: Ein Maß Weizen für einen Silbergroschen und drei Maß Gerste für einen Silbergroschen; aber dem Öl und Wein tu keinen Schaden! 7 Und als es das vierte Siegel auftat, hörte ich die Stimme der vierten Gestalt sagen: Komm! 8 Und ich sah, und siehe, ein fahles Pferd. Und der darauf saß, dessen Name war: Der Tod, und die Hölle folgte ihm nach. Und ihnen wurde Macht gegeben über den vierten Teil der Erde, zu töten mit Schwert und Hunger und Pest und durch die wilden Tiere auf Erden.
Dürer hat die Grundkomposition und fast alle Bildelemente aus der Koberger-Bibel übernommen, jedoch nach seinen eigenen Vorstellungen transformiert und so ein Meisterwerk geschaffen. Lediglich der peitschenschwingende Teufel am linken Bildrand und der Engel, der den Reiter auf dem weißen Pferd krönt („und ihm wurde eine Krone gegeben“) wurden weggelassen – bei Dürer trägt dieser die Krone bereits auf dem Haupt. Im Unterschied zur Koberger-Bibel stürmen alle vier Reiter, räumlich gestaffelt, nebeneinander in die gleiche Richtung, was dem Holzschnitt eine viel dynamischere Wirkung verleiht. Diese wird vom Engel und den zu den Menschen zu ihren Füßen noch verstärkt.
Die dominierende Gestalt ist der dritte Reiter auf dem schwarzen Pferd. Die Waage in seiner Hand ist hier nicht die der Gerechtigkeit, sondern eine Händlerwaage, die Hungersnot und Inflation symbolisiert.
Unkonventionell ist die Darstellung des Todes: Dürer ersetzte die traditionelle Sense durch einen Dreizack, und statt des üblichen grinsenden Skeletts ist Dürers Tod ein ausgemergelter, bärtiger Alter mit starrem Blick. Als Gegenpart zu den göttlichen Strahlen, die von der linken oberen Ecke ausgehen, ist am unteren Bildrand links die „Hölle“, personifiziert als Ungeheuer mit aufgerissenem Rachen, ein Motiv aus der Koberger-Bibel. Die Menschen, die vergeblich vor Tod und Hölle zu entfliehen versuchen, gehören allen sozialen Schichten an: Ein Bischof wird gerade verschlungen, eine Bürgersfrau ist zu Boden gestürzt.

### 4. Die Öffnung des fünften und des sechsten Siegels

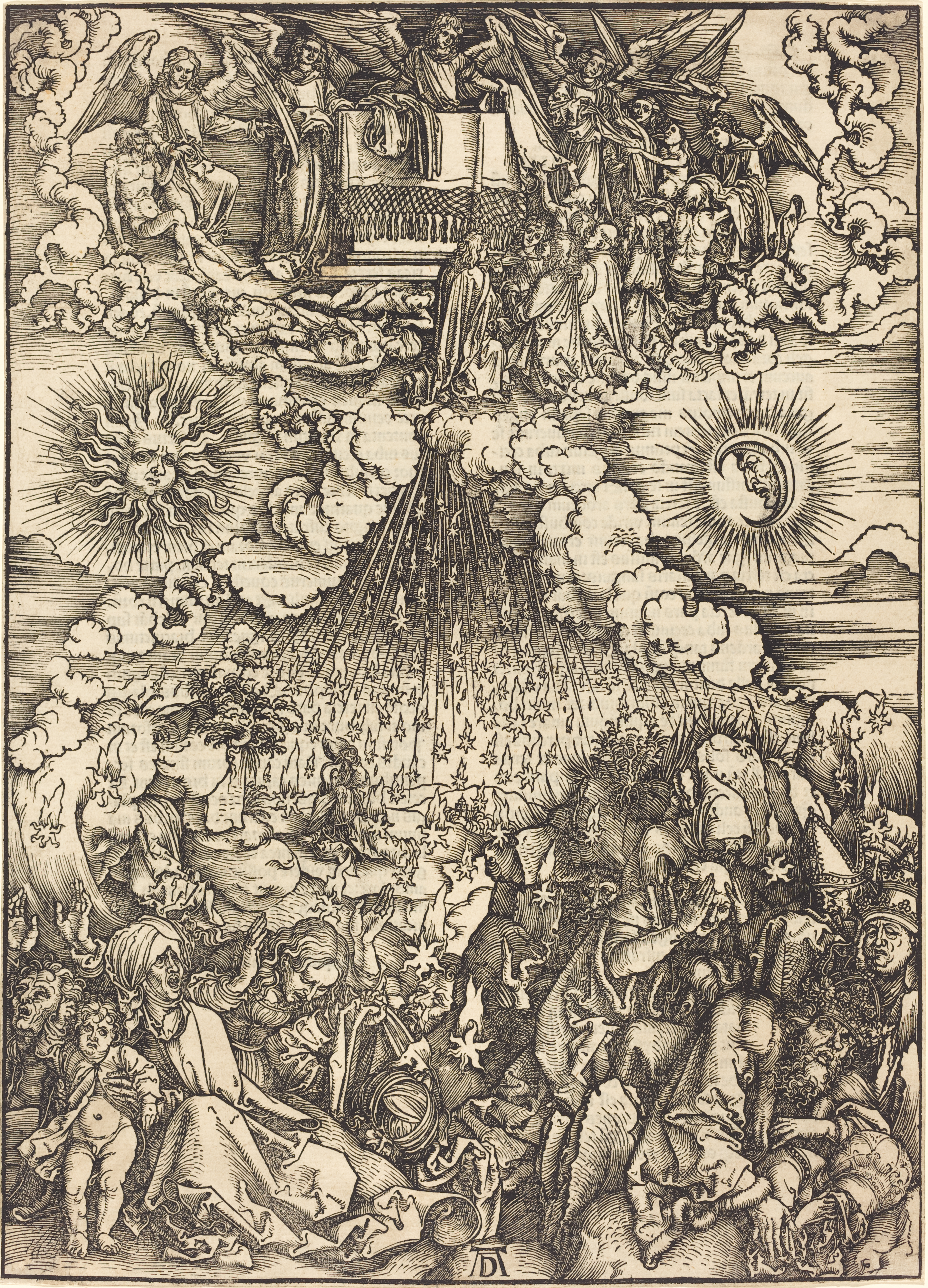
Die Öffnung des fünften und des sechsten Siegels

Mit der Öffnung des fünften und des sechsten Siegels brechen weitere Katastrophen herein (Offb 6,9–17 ):
9 Und als es das fünfte Siegel auftat, sah ich unten am Altar die Seelen derer, die umgebracht worden waren um des Wortes Gottes und um ihres Zeugnisses willen. 10 Und sie schrien mit lauter Stimme: Herr, du Heiliger und Wahrhaftiger, wie lange richtest du nicht und rächst nicht unser Blut an denen, die auf der Erde wohnen? 11 Und ihnen wurde gegeben einem jeden ein weißes Gewand, und ihnen wurde gesagt, dass sie ruhen müssten noch eine kleine Zeit, bis vollzählig dazukämen ihre Mitknechte und Brüder, die auch noch getötet werden sollten wie sie. 12 Und ich sah: Als es das sechste Siegel auftat, da geschah ein großes Erdbeben, und die Sonne wurde finster wie ein schwarzer Sack, und der ganze Mond wurde wie Blut, 13 und die Sterne des Himmels fielen auf die Erde, wie ein Feigenbaum seine Feigen abwirft, wenn er von starkem Wind bewegt wird. 14 Und der Himmel wich wie eine Schriftrolle, die zusammengerollt wird, und alle Berge und Inseln wurden wegbewegt von ihrem Ort. 15 Und die Könige auf Erden und die Großen und die Obersten und die Reichen und die Gewaltigen und alle Sklaven und alle Freien verbargen sich in den Klüften und Felsen der Berge 16 und sprachen zu den Bergen und Felsen: Fallt über uns und verbergt uns vor dem Angesicht dessen, der auf dem Thron sitzt, und vor dem Zorn des Lammes! 17 Denn es ist gekommen der große Tag ihres Zorns und wer kann bestehen?
Die Seelen der Ermordeten sind als nackte Körper dargestellt, der Altar oben in der Mitte ist von Engeln umgeben, die die weißen Gewänder verteilen. Sonne und Mond darunter sind konventionell mit Gesichtern dargestellt, nur durch den Gesichtsausdruck werden die apokalyptischen Ereignisse angedeutet („finster wie ein schwarzer Sack“, „wie Blut“). In der Mitte fallen die Sterne vom Himmel, in der unteren Bildhälfte versuchen die Erdbewohner, sich davor zu schützen. Wieder sind alle sozialen Schichten vertreten: Am rechten Bildrand ein Papst mit Tiara, davor ein König.

### 5. Die vier Engel mit den Winden und die 144.000 Versiegelten
(Offb 7,1–8 )

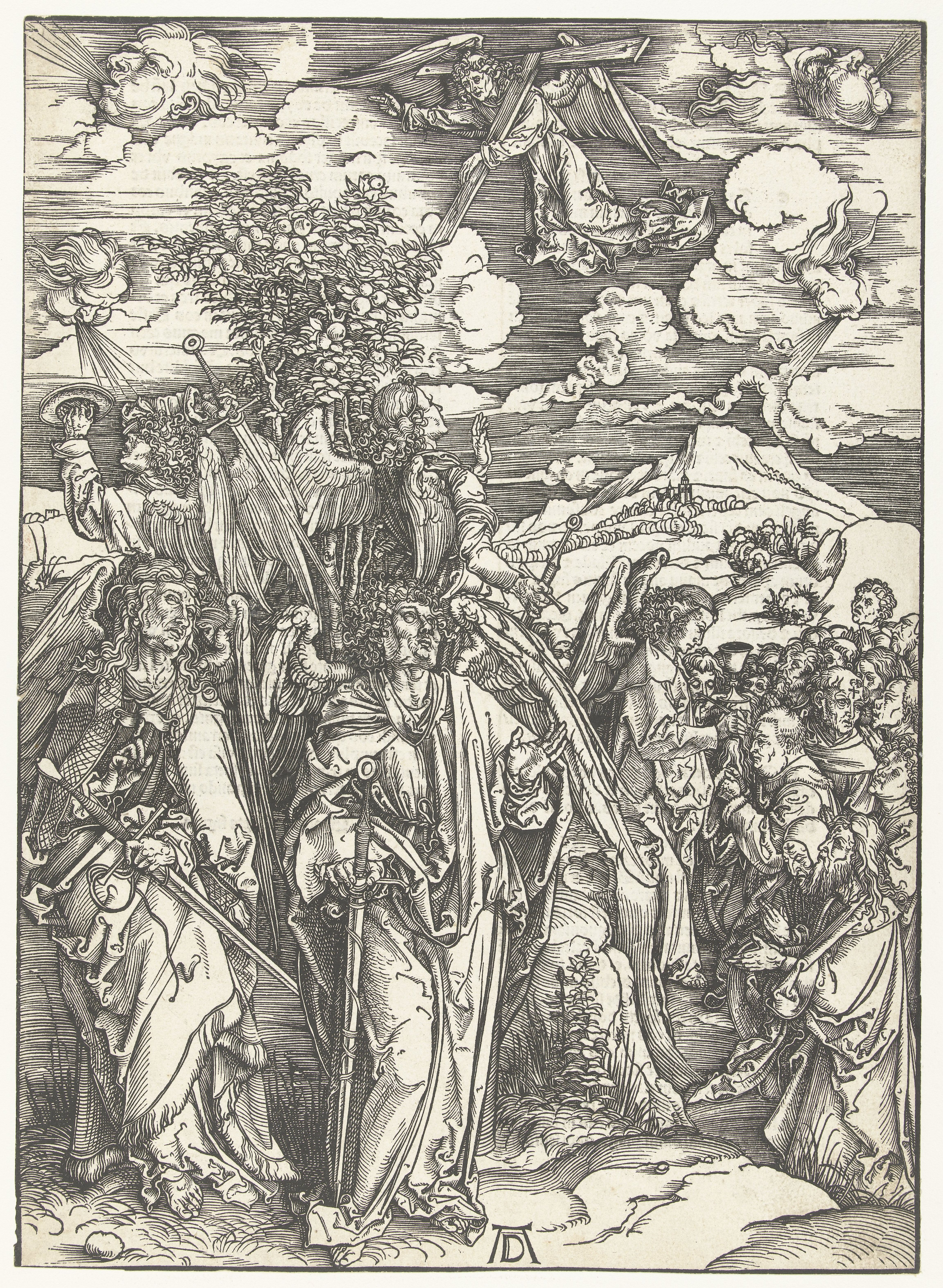
Die vier Engel mit den Winden und die 144.000 Versiegelten

1 Danach sah ich vier Engel stehen an den vier Ecken der Erde, die hielten die vier Winde der Erde fest, damit kein Wind über die Erde blase noch über das Meer noch über irgendeinen Baum. 2 Und ich sah einen andern Engel aufsteigen vom Aufgang der Sonne her, der hatte das Siegel des lebendigen Gottes und rief mit großer Stimme zu den vier Engeln, denen Macht gegeben war, der Erde und dem Meer Schaden zu tun: 3 Tut der Erde und dem Meer und den Bäumen keinen Schaden, bis wir versiegeln die Knechte unseres Gottes an ihren Stirnen. 4 Und ich hörte die Zahl derer, die versiegelt wurden: hundertvierundvierzigtausend, die versiegelt waren aus allen Stämmen Israels: 5 aus dem Stamm Juda zwölftausend versiegelt, aus dem Stamm Ruben zwölftausend, aus dem Stamm Gad zwölftausend, 6 aus dem Stamm Asser zwölftausend, aus dem Stamm Naftali zwölftausend, aus dem Stamm Manasse zwölftausend, 7 aus dem Stamm Simeon zwölftausend, aus dem Stamm Levi zwölftausend, aus dem Stamm Issachar zwölftausend, 8 aus dem Stamm Sebulon zwölftausend, aus dem Stamm Josef zwölftausend, aus dem Stamm Benjamin zwölftausend versiegelt.
Die vier Winde sind, der Tradition entsprechend, als vier blasende Köpfe dargestellt. Zwei der Engel sind den Winden direkt zugewandt, der linke Engel richtet Schwert und Schild gegen den Wind. Die beiden anderen Engel stehen ruhend dem Betrachter zugewandt. Anstelle von jugendlichen geschlechtlosen Wesen – wie die meisten Engelsdarstellungen – sind diese beiden Engel Männer mittleren Alters. Rechts davon „versiegelt“ ein weiterer Engel die Schar der Auserwählten, indem er ihnen das Kreuzzeichen auf die Stirn malt.

### 6. Das siebente Siegel und die ersten vier Posaunen

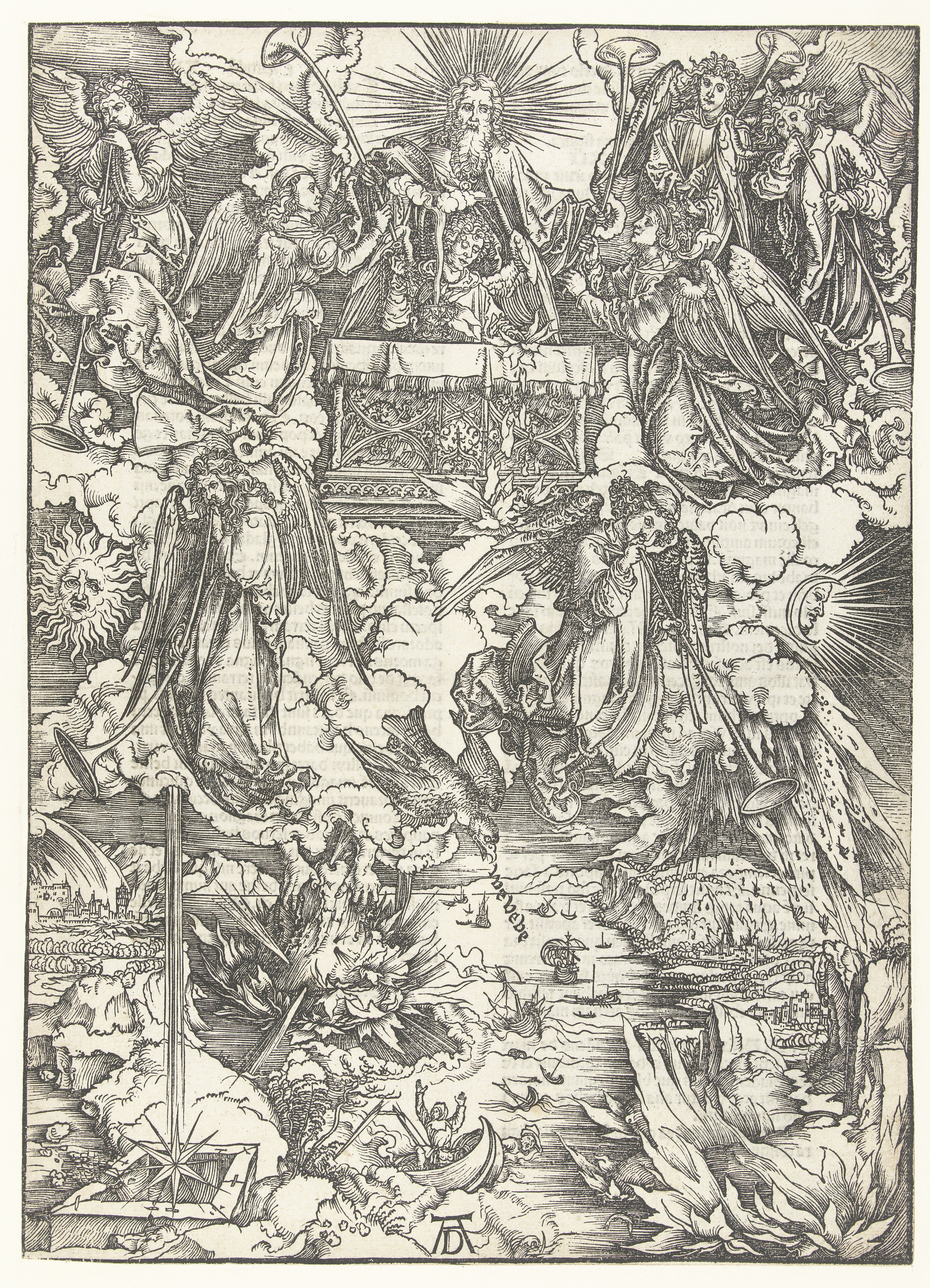
Das siebente Siegel und die ersten vier Posaunen

Nach der Öffnung des siebenten Siegels blasen sieben Engel in ihre Posaunen und bringen dadurch weiteres Unheil (Offb 8,1–13 ):
1 Und als das Lamm das siebente Siegel auftat, entstand eine Stille im Himmel etwa eine halbe Stunde lang. 2 Und ich sah die sieben Engel, die vor Gott stehen, und ihnen wurden sieben Posaunen gegeben. 3 Und ein anderer Engel kam und trat an den Altar und hatte ein goldenes Räuchergefäß; und ihm wurde viel Räucherwerk gegeben, dass er es darbringe mit den Gebeten aller Heiligen auf dem goldenen Altar vor dem Thron. 4 Und der Rauch des Räucherwerks stieg mit den Gebeten der Heiligen von der Hand des Engels hinauf vor Gott. 5 Und der Engel nahm das Räuchergefäß und füllte es mit Feuer vom Altar und schüttete es auf die Erde. Und da geschahen Donner und Stimmen und Blitze und Erdbeben. 6 Und die sieben Engel mit den sieben Posaunen hatten sich gerüstet zu blasen. 7 Und der erste blies seine Posaune; und es kam Hagel und Feuer, mit Blut vermengt, und fiel auf die Erde; und der dritte Teil der Erde verbrannte, und der dritte Teil der Bäume verbrannte, und alles grüne Gras verbrannte. 8 Und der zweite Engel blies seine Posaune; und es stürzte etwas wie ein großer Berg mit Feuer brennend ins Meer, und der dritte Teil des Meeres wurde zu Blut, 9 und der dritte Teil der lebendigen Geschöpfe im Meer starb, und der dritte Teil der Schiffe wurde vernichtet. 10 Und der dritte Engel blies seine Posaune; und es fiel ein großer Stern vom Himmel, der brannte wie eine Fackel und fiel auf den dritten Teil der Wasserströme und auf die Wasserquellen. 11 Und der Name des Sterns heißt Wermut. Und der dritte Teil der Wasser wurde zu Wermut, und viele Menschen starben von den Wassern, weil sie bitter geworden waren. 12 Und der vierte Engel blies seine Posaune; und es wurde geschlagen der dritte Teil der Sonne und der dritte Teil des Mondes und der dritte Teil der Sterne, sodass ihr dritter Teil verfinstert wurde und den dritten Teil des Tages das Licht nicht schien und in der Nacht desgleichen. 13 Und ich sah, und ich hörte, wie ein Adler mitten durch den Himmel flog und sagte mit großer Stimme: Weh, weh, weh denen, die auf Erden wohnen wegen der anderen Posaunen der drei Engel, die noch blasen sollen!
Hinter dem Altar mit dem goldenen Räuchergefäß und dem räuchernden Engel thront Gottvater, umgeben von den sieben Posaunenengeln, fünf auf gleicher Höhe, zwei vorne in der Bildmitte. Wieder sind alle sieben Engel individuell dargestellt, mit unterschiedlicher Körperhaltung und Gesichtszügen. Vier von ihnen blasen die Posaune bereits, einer hat sie gerade erhalten und zwei nehmen sie soeben von Gott entgegen. Entsprechend sind auch nur die durch die ersten vier Posaunen ausgelösten Katastrophen dargestellt: Rechts im Bild fällt Hagel mit Feuer und Blut und steckt die Stadt im Hintergrund in Brand. Links wird der feurige Berg aktiv von zwei, im Text nicht genannten Händen ins Meer gestürzt, sodass Boote und Schiffe in Seenot geraten. Die Hände sind ein weiteres Beispiel für das durch Dürer in Handlungen umgesetzte Geschehen, so wie auch die Verteilung der Posaunen durch Gott vergegenwärtigt wird, eine Idee, die in der Grüninger Bibel ebenso angedeutet wird, aus Platzmangel jedoch nur die vier schon die Hörner blasenden Engel gezeigt werden. Dies ist auch bei der Quentell-Koberger Bibel der Fall, in der, im diagonal geteilten Bild, der vierte, etwas ungeschickt im Profil gezeigte Engel sein Instrument durch Gott erhält. Die Erde ist von dem beginnenden blutigen Feuerregen noch unberührt. In der linken unteren Ecke fällt der Stern Wermut in die Wasserquellen, symbolisiert durch einen rechteckigen Brunnen. Sonne und Mond sind ähnlich wie in der vierten Figur dargestellt. In der Bildmitte verkündet der Adler sein we ve ve;   es ist der einzige Text in den 15 Holzschnitten, ganz so wie in der Grüninger Bibel (wo nur auch die Hure Babylon noch bezeichnet ist).

### 7. Die sechste Posaune: Die vier Racheengel und das reitende Heer
hochkant|
(Offb 9,13–21 )

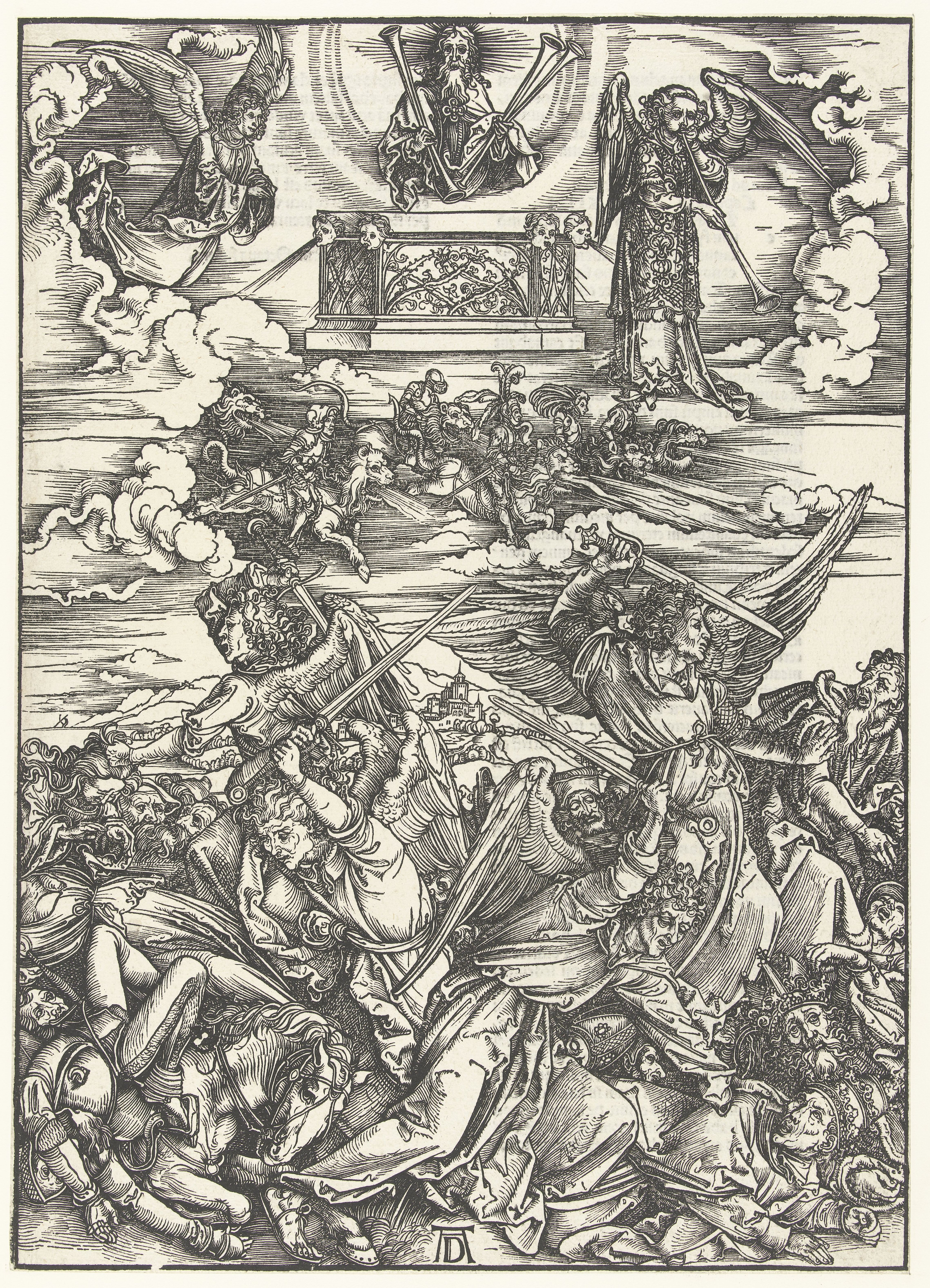
Die sechste Posaune: Die vier Racheengel und das reitende Heer

13 Und der sechste Engel blies seine Posaune; und ich hörte eine Stimme aus den vier Ecken des goldenen Altars vor Gott; 14 die sprach zu dem sechsten Engel, der die Posaune hatte: Lass los die vier Engel, die gebunden sind an dem großen Strom Euphrat. 15 Und es wurden losgelassen die vier Engel, die bereit waren für die Stunde und den Tag und den Monat und das Jahr, zu töten den dritten Teil der Menschen. 16 Und die Zahl des reitenden Heeres war vieltausendmal tausend; ich hörte ihre Zahl. 17 Und so sah ich in dieser Erscheinung die Rosse und die darauf saßen: Sie hatten feuerrote und blaue und schwefelgelbe Panzer, und die Häupter der Rosse waren wie die Häupter der Löwen, und aus ihren Mäulern kam Feuer und Rauch und Schwefel. 18 Von diesen drei Plagen wurde getötet der dritte Teil der Menschen, von dem Feuer und Rauch und Schwefel, der aus ihren Mäulern kam. 19 Denn die Kraft der Rosse war in ihrem Maul und in ihren Schwänzen; denn ihre Schwänze waren den Schlangen gleich und hatten Häupter, und mit denen taten sie Schaden. 20 Und die übrigen Leute, die nicht getötet wurden von diesen Plagen, bekehrten sich doch nicht von den Werken ihrer Hände, dass sie nicht mehr anbeteten die bösen Geister und die goldenen, silbernen, ehernen, steinernen und hölzernen Götzen, die weder sehen noch hören noch gehen können, 21 und sie bekehrten sich auch nicht von ihren Morden, ihrer Zauberei, ihrer Unzucht und ihrer Dieberei.
Von den „vieltausendmal tausend“ Reitern auf ihren feuerspeienden Rossen mit Löwenköpfen hat Dürer nur fünf dargestellt, sein Hauptaugenmerk gilt den vier Engeln, die mit Entschlossenheit und Brutalität ein Massaker anrichten: Der Engel links oben packt eine Frau an den Haaren, um ihr den Kopf abzuschlagen; der Engel rechts unten schickt sich an, den am Boden liegenden Papst zu töten.

### 8. Der starke Engel; Johannes verschlingt das Buch
(Offb 10,1–11 )

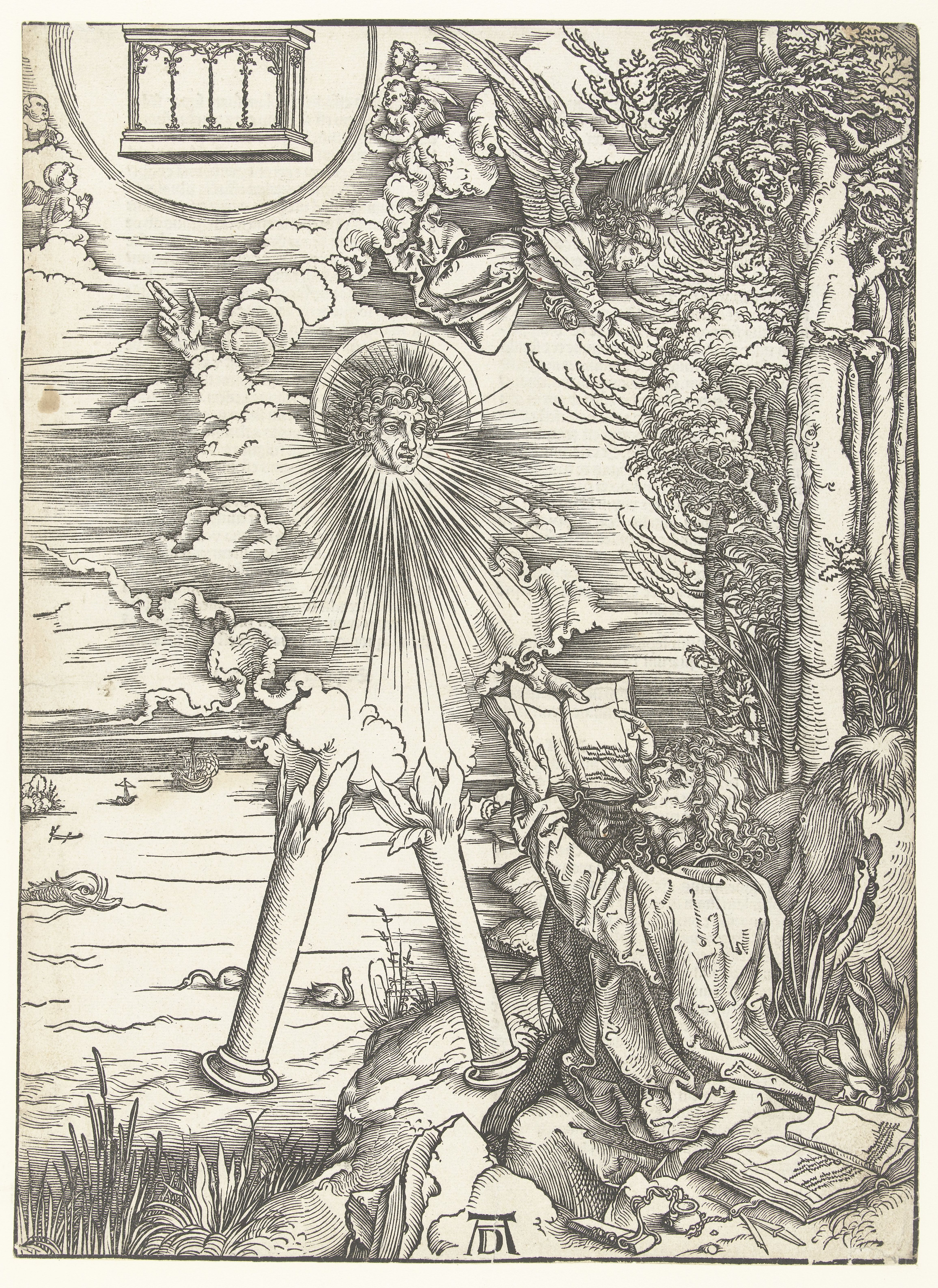
Der starke Engel; Johannes verschlingt das Buch.

1 Und ich sah einen andern starken Engel vom Himmel herabkommen, mit einer Wolke bekleidet, und der Regenbogen auf seinem Haupt und sein Antlitz wie die Sonne und seine Füße wie Feuersäulen. 2 Und er hatte in seiner Hand ein Büchlein, das war aufgetan. Und er setzte seinen rechten Fuß auf das Meer und den linken auf die Erde, 3 und er schrie mit großer Stimme, wie ein Löwe brüllt. Und als er schrie, erhoben die sieben Donner ihre Stimme. 4 Und als die sieben Donner geredet hatten, wollte ich es aufschreiben. Da hörte ich eine Stimme vom Himmel zu mir sagen: Versiegle, was die sieben Donner geredet haben, und schreib es nicht auf! 5 Und der Engel, den ich stehen sah auf dem Meer und auf der Erde, hob seine rechte Hand auf zum Himmel 6 und schwor bei dem, der da lebt von Ewigkeit zu Ewigkeit, der den Himmel geschaffen hat und was darin ist und die Erde und was darin ist und das Meer und was darin ist: Es soll hinfort keine Zeit mehr sein, 7 sondern in den Tagen, wenn der siebente Engel seine Stimme erheben und seine Posaune blasen wird, dann ist vollendet das Geheimnis Gottes, wie er es verkündigt hat seinen Knechten, den Propheten. 8 Und die Stimme, die ich vom Himmel gehört hatte, redete abermals mit mir und sprach: Geh hin, nimm das offene Büchlein aus der Hand des Engels, der auf dem Meer und auf der Erde steht! 9 Und ich ging hin zu dem Engel und sprach zu ihm: Gib mir das Büchlein! Und er sprach zu mir: Nimm und verschling's! Und es wird dir bitter im Magen sein, aber in deinem Mund wird's süß sein wie Honig. 10 Und ich nahm das Büchlein aus der Hand des Engels und verschlang's. Und es war süß in meinem Mund wie Honig, und als ich's gegessen hatte, war es mir bitter im Magen. 11 Und mir wurde gesagt: Du musst abermals weissagen von Völkern und Nationen und Sprachen und vielen Königen.
Die apokalyptische Vision – von Dürer wieder sehr getreu dargestellt – ist hier in eine detailreich geschilderte irdische Szenerie eingebettet: das offene Meer mit Booten und Segelschiffen, Delfinen und Schwänen; die Insel Patmos mit üppiger Vegetation; das Schreibzeug des Johannes mit Feder, Messer, Tintenfass und Wetzstein.

### 9. Die mit der Sonne bekleidete Frau und der siebenköpfige Drache
(Offb 12,1–5 )

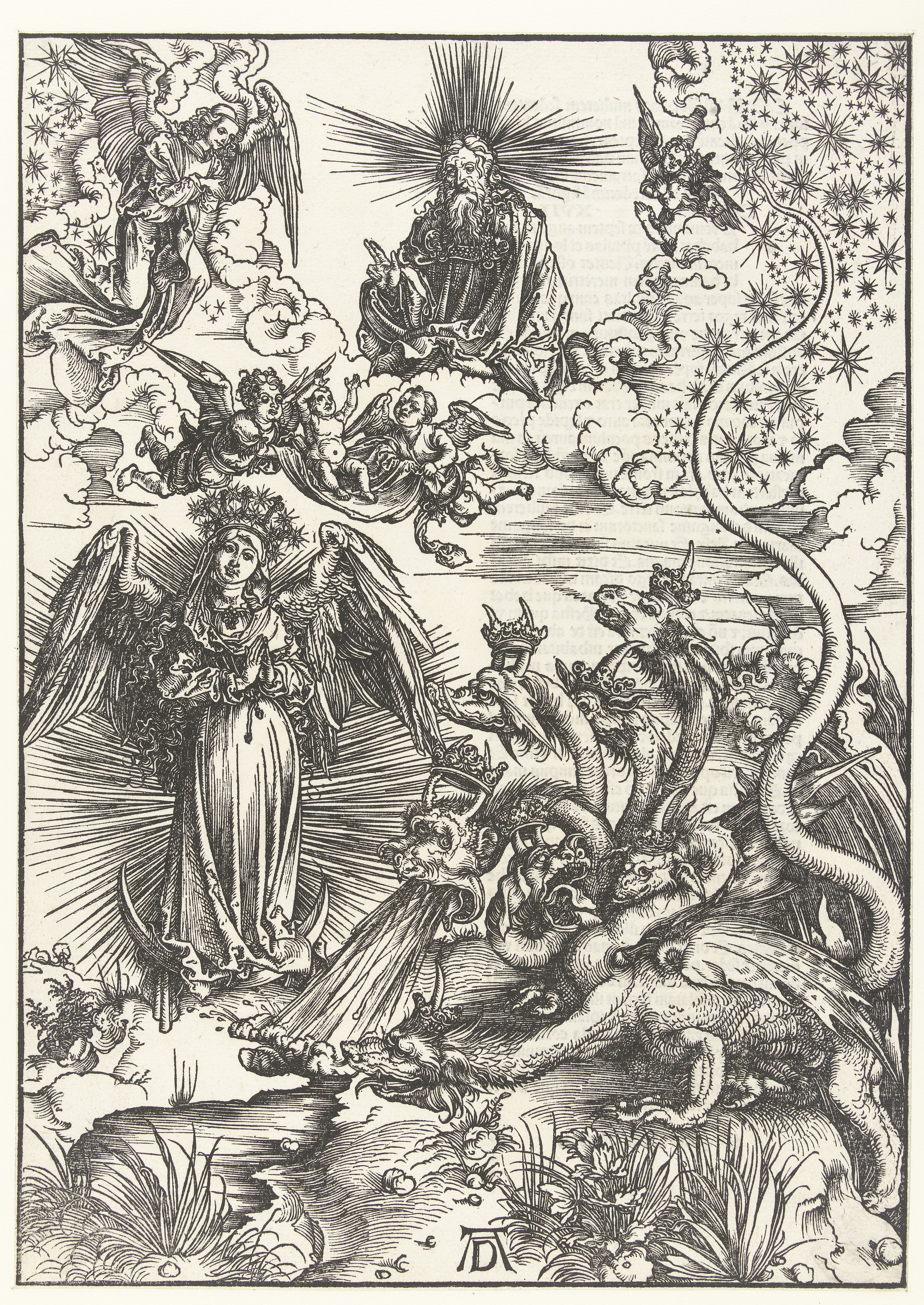
Die mit der Sonne bekleidete Frau und der siebenköpfige Drache

1 Und es erschien ein großes Zeichen am Himmel: eine Frau, mit der Sonne bekleidet, und der Mond unter ihren Füßen und auf ihrem Haupt eine Krone von zwölf Sternen. 2 Und sie war schwanger und schrie in Kindsnöten und hatte große Qual bei der Geburt. 3 Und es erschien ein anderes Zeichen am Himmel, und siehe, ein großer, roter Drache, der hatte sieben Häupter und zehn Hörner und auf seinen Häuptern sieben Kronen, 4 und sein Schwanz fegte den dritten Teil der Sterne des Himmels hinweg und warf sie auf die Erde. Und der Drache trat vor die Frau, die gebären sollte, damit er, wenn sie geboren hätte, ihr Kind fräße. 5 Und sie gebar einen Sohn, einen Knaben, der alle Völker weiden sollte mit eisernem Stabe. Und ihr Kind wurde entrückt zu Gott und seinem Thron.
Die mit der Sonne bekleidete Frau wurde schon früh als Maria gedeutet (siehe Frontispiz). Ihr neugeborenes Kind wird „entrückt zu Gott“: zwei Engel tragen es in einem Tuch davon. Sie ist mit mächtigen Adlerflügeln ausgestattet: Und es wurden der Frau gegeben die zwei Flügel des großen Adlers, dass sie in die Wüste flöge an ihren Ort, wo sie ernährt werden sollte eine Zeit und zwei Zeiten und eine halbe Zeit fern von dem Angesicht der Schlange (Offb 12,14 ).
Bei der Darstellung des siebenköpfigen Drachen beweist Dürer wieder unerschöpfliche Phantasie und Einfallsreichtum: Einer der sieben Köpfe speit Wasser (Und die Schlange stieß aus ihrem Rachen Wasser aus wie einen Strom hinter der Frau her, um sie zu ersäufen. Offb 12,15 ), die anderen Köpfe haben unterschiedliche Gestalten, die an Schwein, Schaf, Kamel und andere erinnern.

### 10. Der Kampf Michaels mit dem Drachen

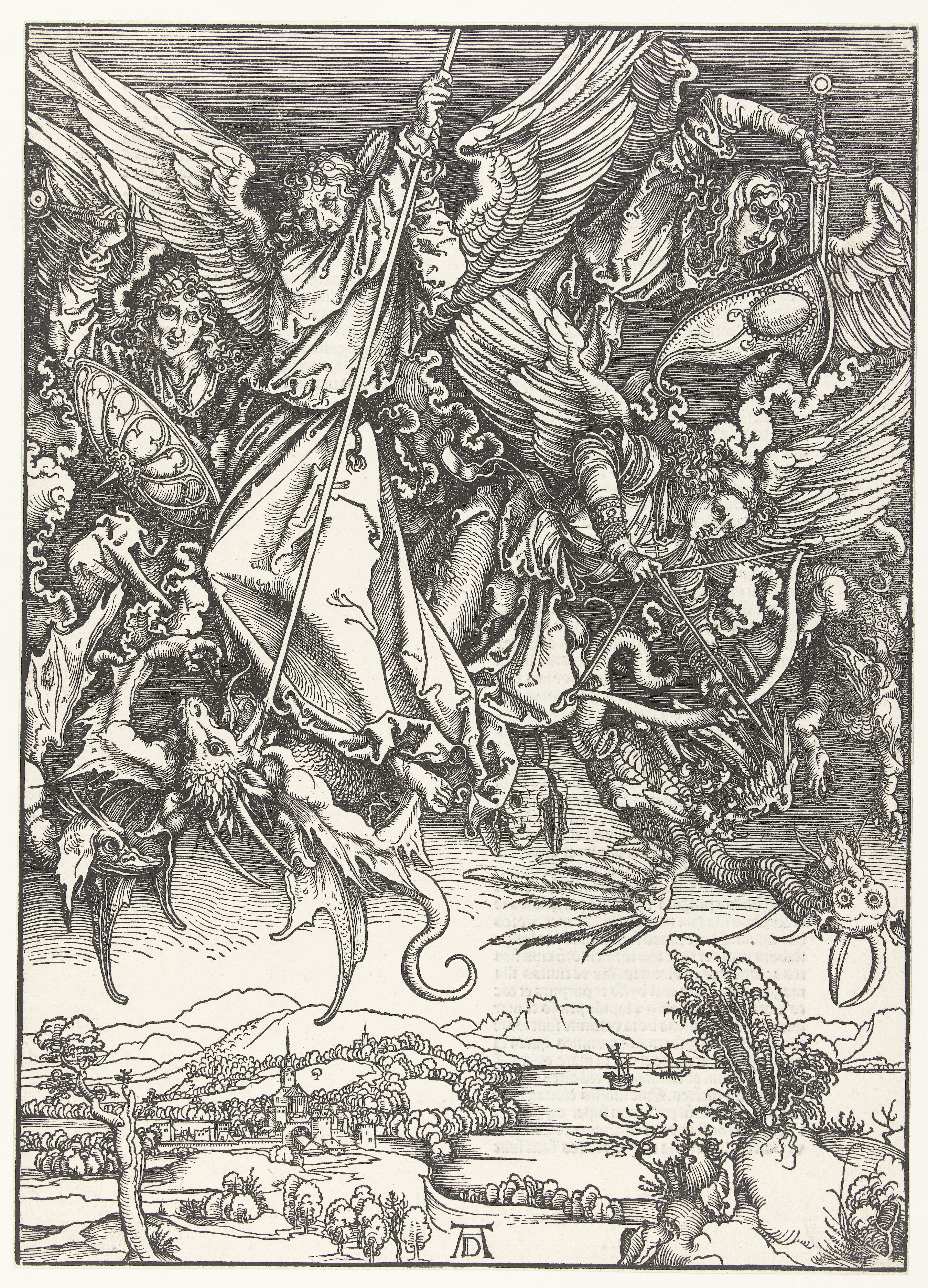
Der Kampf Michaels mit dem Drachen

Nach den vier apokalyptischen Reitern ist der Kampf Michaels mit dem Drachen (Offb 12,7–9 ) wohl der bekannteste Holzschnitt der Serie.
7 Und es entbrannte ein Kampf im Himmel: Michael und seine Engel kämpften gegen den Drachen. Und der Drache kämpfte und seine Engel, 8 und sie siegten nicht und ihre Stätte wurde nicht mehr gefunden im Himmel. 9 Und es wurde hinausgeworfen der große Drache, die alte Schlange, die da heißt: Teufel und Satan, der die ganze Welt verführt, und er wurde auf die Erde geworfen, und seine Engel wurden mit ihm dahin geworfen.
Während andere Holzschnitte eine Fülle von Einzelereignissen zeigen, konzentriert sich dieser ganz auf das Hauptgeschehen: Die Darstellung wird von der Gestalt des Erzengels dominiert, der dem Drachen seine Lanze in den Hals bohrt. Drei weitere Engel kämpfen gegen die Engel des Drachen, die – so wie der Drache selbst – als Phantasieungeheuer dargestellt sind.
Wie in der Zweiten Figur finden die apokalyptischen Ereignisse über einer friedlichen und idyllischen irdischen Landschaft statt.

### 11. Das Tier aus dem Meer und das Tier aus der Erde
(Offb 13,1–11 )

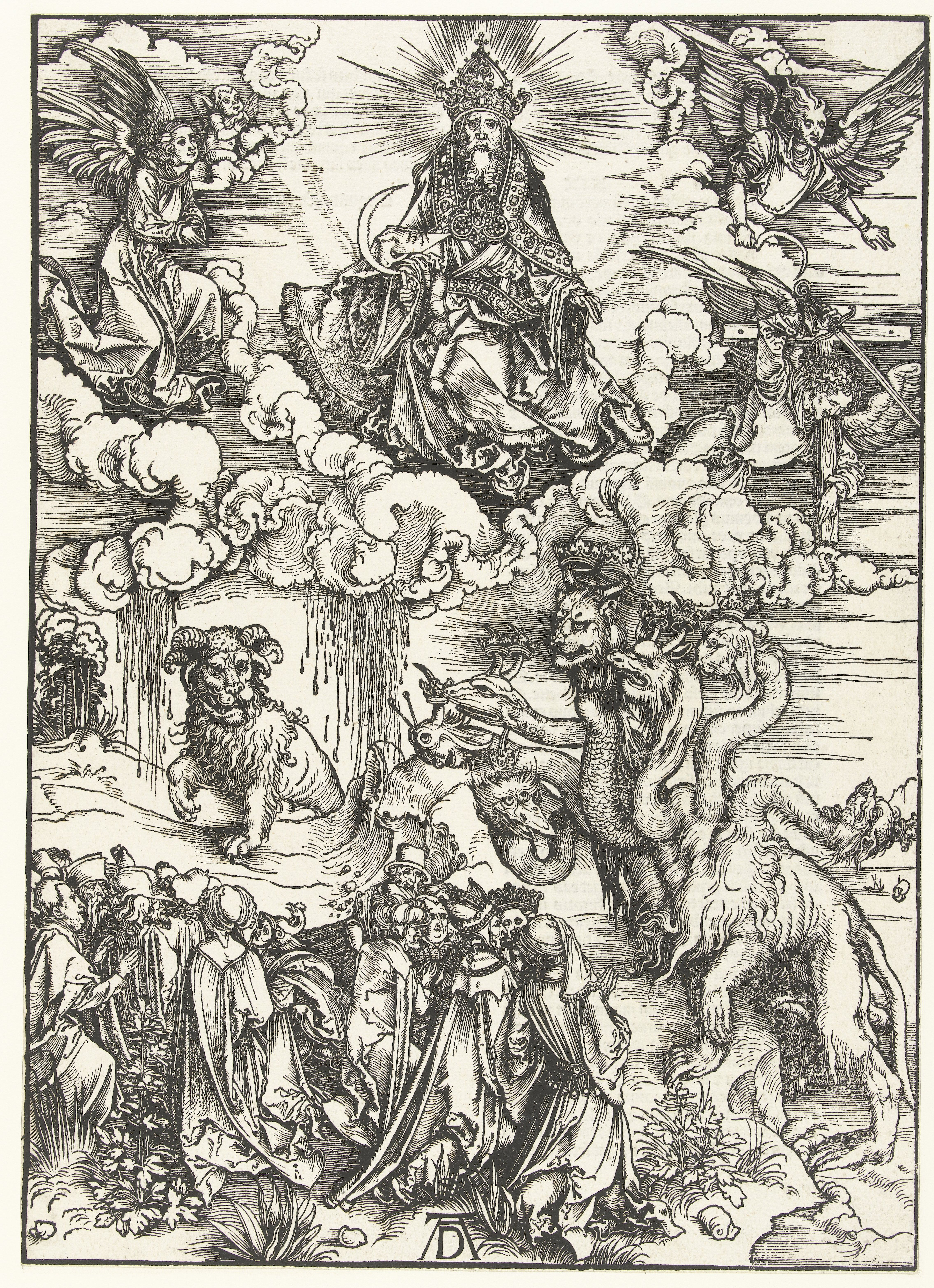
Das Tier aus dem Meer und das Tier aus der Erde

1 Und ich sah ein Tier aus dem Meer steigen, das hatte zehn Hörner und sieben Häupter und auf seinen Hörnern zehn Kronen und auf seinen Häuptern lästerliche Namen. 2 Und das Tier, das ich sah, war gleich einem Panther und seine Füße wie Bärenfüße und sein Rachen wie ein Löwenrachen. Und der Drache gab ihm seine Kraft und seinen Thron und große Macht. 3 Und ich sah eines seiner Häupter, als wäre es tödlich verwundet, und seine tödliche Wunde wurde heil. Und die ganze Erde wunderte sich über das Tier, 4 und sie beteten den Drachen an, weil er dem Tier die Macht gab, und beteten das Tier an und sprachen: Wer ist dem Tier gleich und wer kann mit ihm kämpfen? 5 Und es wurde ihm ein Maul gegeben, zu reden große Dinge und Lästerungen, und ihm wurde Macht gegeben, es zu tun zweiundvierzig Monate lang. 6 Und es tat sein Maul auf zur Lästerung gegen Gott, zu lästern seinen Namen und sein Haus und die im Himmel wohnen. 7 Und ihm wurde Macht gegeben, zu kämpfen mit den Heiligen und sie zu überwinden; und ihm wurde Macht gegeben über alle Stämme und Völker und Sprachen und Nationen. 8 Und alle, die auf Erden wohnen, beten es an, deren Namen nicht vom Anfang der Welt an geschrieben stehen in dem Lebensbuch des Lammes, das geschlachtet ist. 9 Hat jemand Ohren, der höre! 10 Wenn jemand ins Gefängnis soll, dann wird er ins Gefängnis kommen; wenn jemand mit dem Schwert getötet werden soll, dann wird er mit dem Schwert getötet werden. Hier ist Geduld und Glaube der Heiligen! 11 Und ich sah ein zweites Tier aufsteigen aus der Erde; das hatte zwei Hörner wie ein Lamm und redete wie ein Drache.
Sorgfältig folgt Dürer dem Text: Das Tier aus dem Meer hat sieben Häupter, zehn Hörner und zehn Kronen, zum Unterschied vom oben erwähnten Drachen mit sieben Häuptern, zehn Hörnern und sieben Kronen (Offb 12,3 ). Die Menschenschar unten repräsentiert die „Stämme und Völker und Sprachen und Nationen“, die das Tier anbeten. Weniger spektakulär ist das Tier aus der Erde, das als Löwe mit Widderhörnern dargestellt ist.
Gottvater auf dem Himmelsthron oben in der Mitte und der Engel rechts daneben halten eine Sichel in der Hand. Damit wird auf die bevorstehende Ernte und Weinlese angespielt (Offb 14,14–20 ):
14 Und ich sah, und siehe, eine weiße Wolke. Und auf der Wolke saß einer, der gleich war einem Menschensohn; der hatte eine goldene Krone auf seinem Haupt und in seiner Hand eine scharfe Sichel. 15 Und ein andrer Engel kam aus dem Tempel und rief dem, der auf der Wolke saß, mit großer Stimme zu: Setze deine Sichel an und ernte; denn die Zeit zu ernten ist gekommen, denn die Ernte der Erde ist reif geworden. 16 Und der auf der Wolke saß, setzte seine Sichel an die Erde und die Erde wurde abgeerntet. 17 Und ein andrer Engel kam aus dem Tempel im Himmel, der hatte ein scharfes Winzermesser. 18 Und ein andrer Engel kam vom Altar, der hatte Macht über das Feuer und rief dem, der das scharfe Messer hatte, mit großer Stimme zu: Setze dein scharfes Winzermesser an und schneide die Trauben am Weinstock der Erde, denn seine Beeren sind reif! 19 Und der Engel setzte sein Winzermesser an die Erde und schnitt die Trauben am Weinstock der Erde und warf sie in die große Kelter des Zornes Gottes. 20 Und die Kelter wurde draußen vor der Stadt getreten, und das Blut ging von der Kelter bis an die Zäume der Pferde, tausendsechshundert Stadien weit.

### 12. Die Anbetung des Lamms und das Lied der Auserwählten
hochkant|
(Offb 14,1–5 )

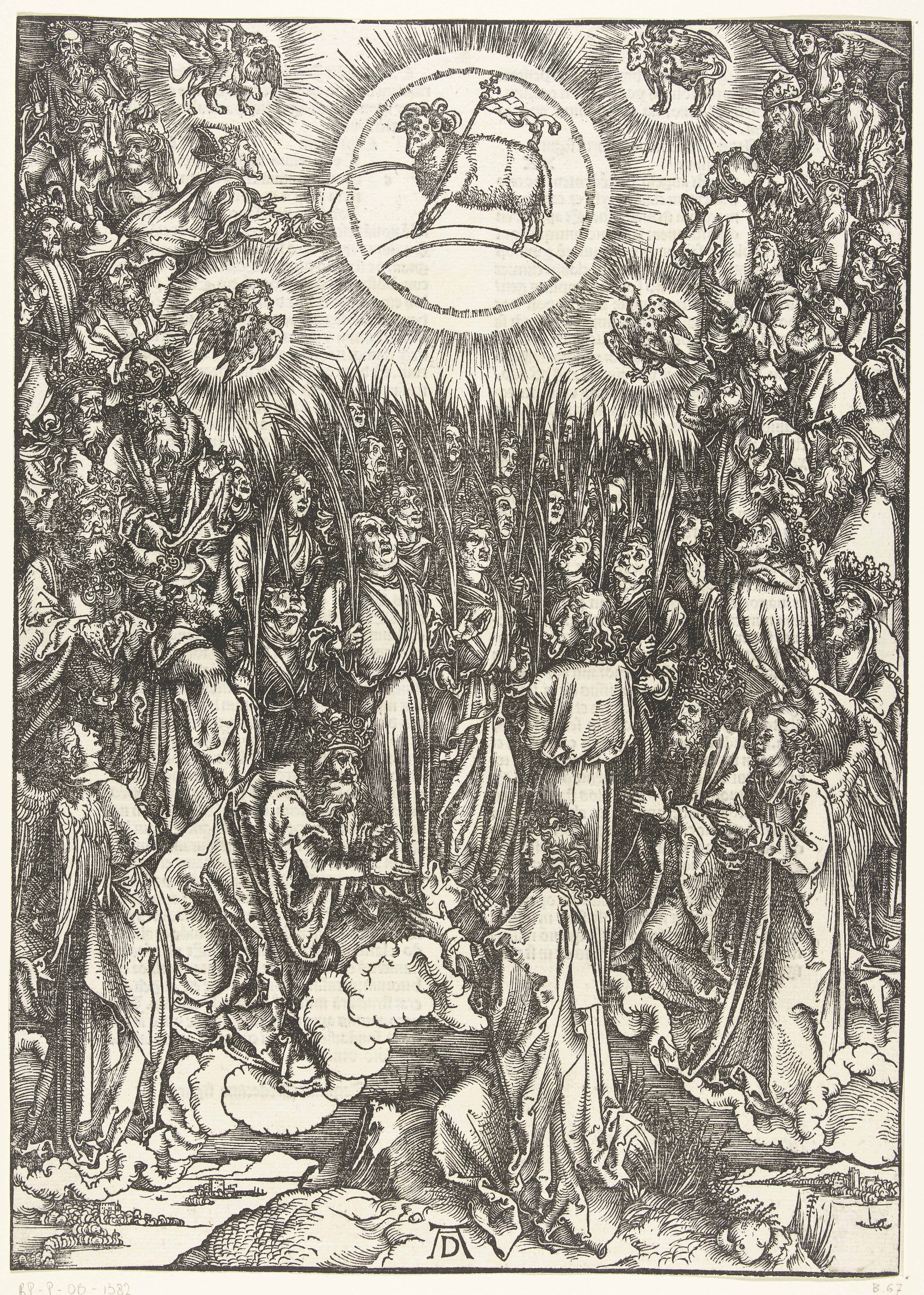
Die Anbetung des Lamms und das Lied der Auserwählten

1 Und ich sah, und siehe, das Lamm stand auf dem Berg Zion und mit ihm hundertvierundvierzigtausend, die hatten seinen Namen und den Namen seines Vaters geschrieben auf ihrer Stirn. 2 Und ich hörte eine Stimme vom Himmel wie die Stimme eines großen Wassers und wie die Stimme eines großen Donners, und die Stimme, die ich hörte, war wie von Harfenspielern, die auf ihren Harfen spielen. 3 Und sie sangen ein neues Lied vor dem Thron und vor den vier Gestalten und den Ältesten; und niemand konnte das Lied lernen außer den hundertvierundvierzigtausend, die erkauft sind von der Erde. 4 Diese sind's, die sich mit Frauen nicht befleckt haben, denn sie sind jungfräulich; die folgen dem Lamm nach, wohin es geht. Diese sind erkauft aus den Menschen als Erstlinge für Gott und das Lamm, 5 und in ihrem Mund wurde kein Falsch gefunden; sie sind untadelig.
In diesem Holzschnitt werden viele Elemente aus der Zweiten Figur wiederholt: Das Lamm mit sieben Hörnern und sieben Augen, die vier Gestalten, die 24 Ältesten. Johannes befindet sich jedoch nicht im Himmel, sondern auf Erden, auf der Insel Patmos. Das Himmelreich ist der Erde ganz nahegekommen, die himmlische Vision mit den 144.000 Märtyrern mit den Palmzweigen in der Mitte füllt fast das ganze Bild aus, einer der Ältesten im Himmel ist fast auf Augenhöhe mit Johannes und spricht zu ihm. Der Horizont liegt fast am unteren Bildrand, nur ganz klein ist die Meereslandschaft rund um Patmos dargestellt.

### 13. Die Hure Babylon auf dem scharlachroten Tier

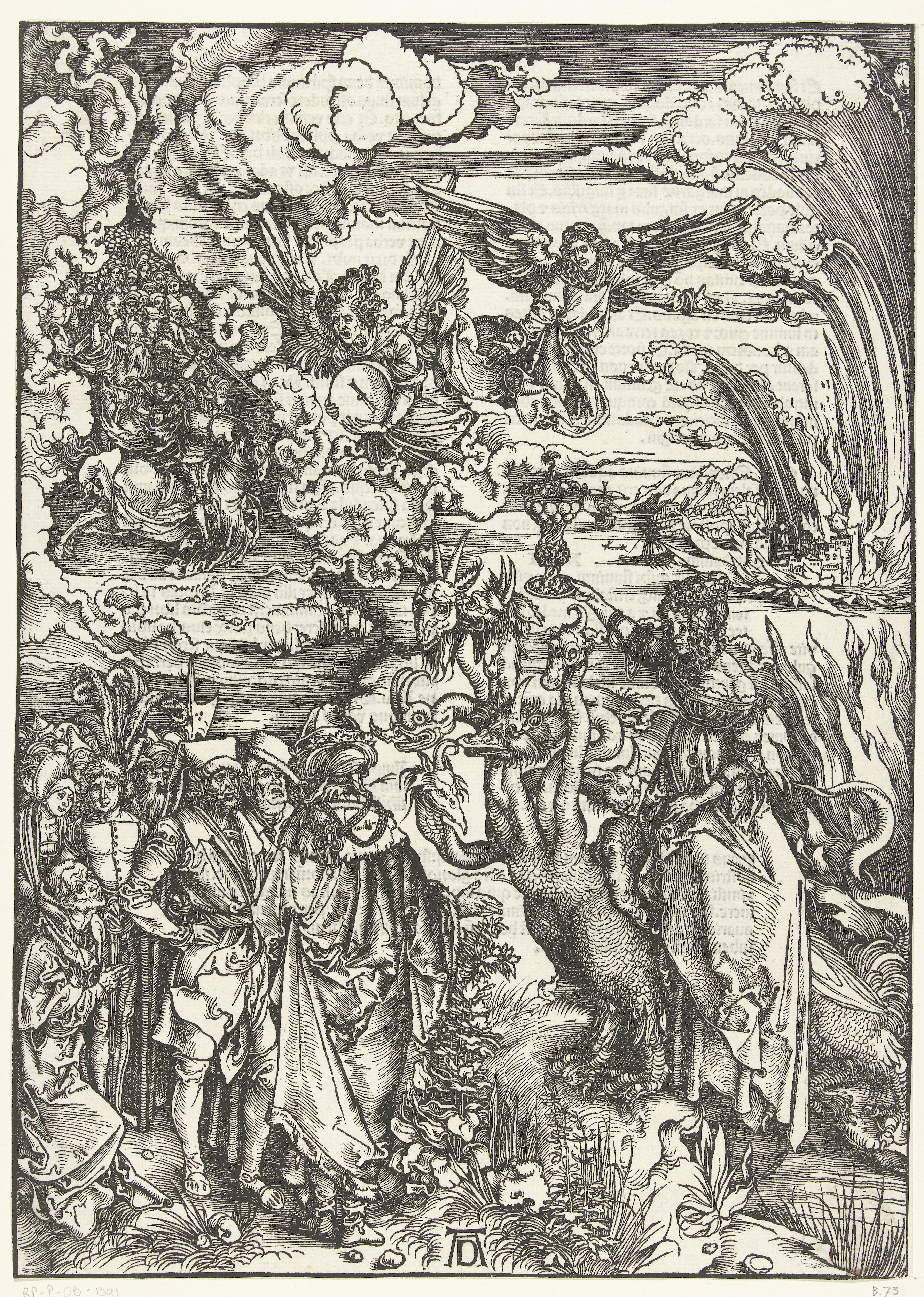
Die Hure Babylon auf dem scharlachroten Tier

Die 13. Figur illustriert eine Fülle von Episoden aus dem 17. bis 19. Kapitel der Offenbarung:
1 Und es kam einer von den sieben Engeln, die die sieben Schalen hatten, redete mit mir und sprach: Komm, ich will dir zeigen das Gericht über die große Hure, die an vielen Wassern sitzt, 2 mit der die Könige auf Erden Hurerei getrieben haben; und die auf Erden wohnen, sind betrunken geworden von dem Wein ihrer Hurerei. 3 Und er brachte mich im Geist in die Wüste. Und ich sah eine Frau auf einem scharlachroten Tier sitzen, das war voll lästerlicher Namen und hatte sieben Häupter und zehn Hörner. 4 Und die Frau war bekleidet mit Purpur und Scharlach und geschmückt mit Gold und Edelsteinen und Perlen und hatte einen goldenen Becher in der Hand, voll von Gräuel und Unreinheit ihrer Hurerei, 5 und auf ihrer Stirn war geschrieben ein Name, ein Geheimnis: Das große Babylon, die Mutter der Hurerei und aller Gräuel auf Erden. 6 Und ich sah die Frau, betrunken von dem Blut der Heiligen und von dem Blut der Zeugen Jesu. Und ich wunderte mich sehr, als ich sie sah. 7 Und der Engel sprach zu mir: Warum wunderst du dich? Ich will dir sagen das Geheimnis der Frau und des Tieres, das sie trägt und sieben Häupter und zehn Hörner hat. 8 Das Tier, das du gesehen hast, ist gewesen und ist jetzt nicht und wird wieder aufsteigen aus dem Abgrund und wird in die Verdammnis fahren. Und es werden sich wundern, die auf Erden wohnen, deren Namen nicht geschrieben stehen im Buch des Lebens vom Anfang der Welt an, wenn sie das Tier sehen, dass es gewesen ist und jetzt nicht ist und wieder sein wird (Offb 17,1–8 ).
Das scharlachrote Tier ist das dritte der Ungeheuer mit sieben Häuptern und zehn Hörnern, diesmal – dem Text folgend – ganz ohne Kronen. Für die Hure Babylon hat Dürer eine Zeichnung einer eleganten jungen Dame in venezianischer Tracht von 1495 verwendet. Der goldene Becher voll von Gräuel und Unreinheit ist ein Buckelpokal, ein Werk der Nürnberger Goldschmiedekunst.
Ein Engel im Himmel verkündet den Fall Babylons: 1 Danach sah ich einen andern Engel herniederfahren vom Himmel, der hatte große Macht, und die Erde wurde erleuchtet von seinem Glanz. 2 Und er rief mit mächtiger Stimme: Sie ist gefallen, sie ist gefallen, Babylon, die Große, und ist eine Behausung der Teufel geworden und ein Gefängnis aller unreinen Geister und ein Gefängnis aller unreinen Vögel und ein Gefängnis aller unreinen und verhassten Tiere. 3 Denn von dem Zorneswein ihrer Hurerei haben alle Völker getrunken, und die Könige auf Erden haben mit ihr Hurerei getrieben, und die Kaufleute auf Erden sind reich geworden von ihrer großen Üppigkeit (Offb 18,1–3 ). Die Könige und Kaufleute, deren Untergang bevorsteht, stehen noch ergeben dem Tier und der Hure Babylon gegenüber. Im Hintergrund rechts ist jedoch bereits der Untergang Babylons zu sehen: 8 Darum werden ihre Plagen an einem Tag kommen, Tod, Leid und Hunger, und mit Feuer wird sie verbrannt werden; denn stark ist Gott der Herr, der sie richtet. 9 Und es werden sie beweinen und beklagen die Könige auf Erden, die mit ihr gehurt und geprasst haben, wenn sie sehen werden den Rauch von ihrem Brand, in dem sie verbrennt. (Offb 18,8,9 )
Daneben wirft der „starke Engel“ einen Mühlstein ins Meer: Und ein starker Engel hob einen Stein auf, groß wie ein Mühlstein, warf ihn ins Meer und sprach: So wird in einem Sturm niedergeworfen die große Stadt Babylon und nicht mehr gefunden werden. (Offb 18,21 )
Links oben ist der Reiter „Treu und Wahrhaftig“ mit dem Heer des Himmels dargestellt: 11 Und ich sah den Himmel aufgetan; und siehe, ein weißes Pferd. Und der darauf saß, hieß: Treu und Wahrhaftig, und er richtet und kämpft mit Gerechtigkeit. 12 Und seine Augen sind wie eine Feuerflamme, und auf seinem Haupt sind viele Kronen; und er trug einen Namen geschrieben, den niemand kannte als er selbst. 13 Und er war angetan mit einem Gewand, das mit Blut getränkt war, und sein Name ist: Das Wort Gottes. 14 Und ihm folgte das Heer des Himmels auf weißen Pferden, angetan mit weißem, reinem Leinen. (Offb 19,11–14 )

### 14. Die Fesselung des Drachen und das Neue Jerusalem
hochkant|

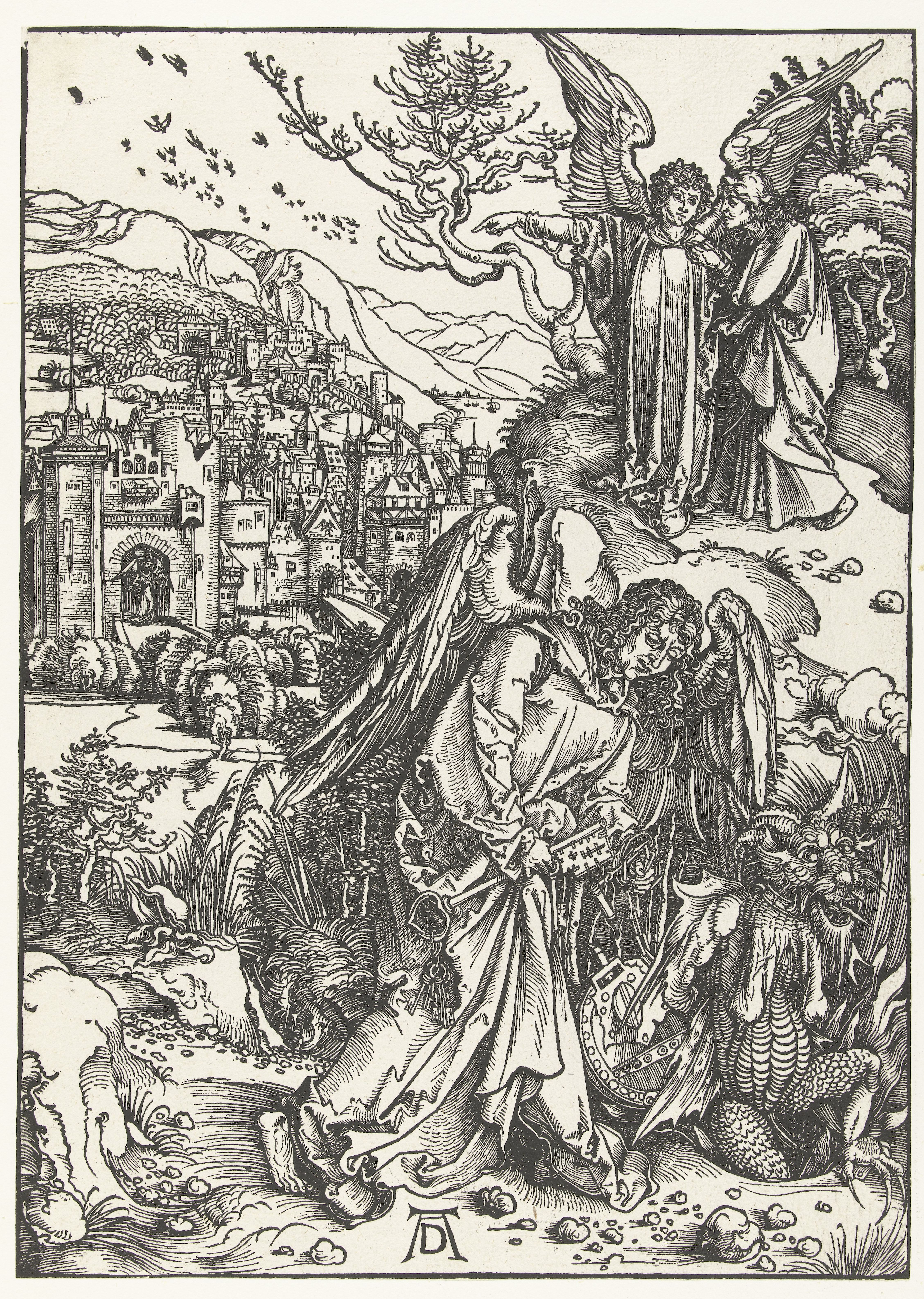
Die Fesselung des Drachen und das Neue Jerusalem

Im letzten Holzschnitt kombiniert Dürer zwei Abschnitte der Offenbarung:
1 Und ich sah einen Engel vom Himmel herabfahren, der hatte den Schlüssel zum Abgrund und eine große Kette in seiner Hand. 2 Und er ergriff den Drachen, die alte Schlange, das ist der Teufel und der Satan, und fesselte ihn für tausend Jahre 3 und warf ihn in den Abgrund und verschloss ihn und setzte ein Siegel oben darauf, damit er die Völker nicht mehr verführen sollte, bis vollendet würden die tausend Jahre. Danach muss er losgelassen werden eine kleine Zeit (Offb 20,1–3 ).
Das Bild wird von dem mächtigen Engel in der Mitte mit einem großen Schlüsselbund dominiert. Dieser Engel hat dem Teufel eine Kette um den Hals gebunden und ist dabei, ihn in den Abgrund der Hölle zu stoßen. Aus der mit einem eisernen Deckel versehenen Öffnung zur Hölle schlagen Flammen. Der Teufel selbst ist als schuppiges Untier dargestellt und streckt die Zunge heraus – in volkstümlichen Darstellungen der Zeit war der Teufel oft eine lächerliche Figur.
1 Und ich sah einen neuen Himmel und eine neue Erde; denn der erste Himmel und die erste Erde sind vergangen, und das Meer ist nicht mehr. 2 Und ich sah die heilige Stadt, das neue Jerusalem, von Gott aus dem Himmel herabkommen, bereitet wie eine geschmückte Braut für ihren Mann. 3 Und ich hörte eine große Stimme von dem Thron her, die sprach: Siehe da, die Hütte Gottes bei den Menschen! Und er wird bei ihnen wohnen, und sie werden sein Volk sein und er selbst, Gott mit ihnen, wird ihr Gott sein; 4 und Gott wird abwischen alle Tränen von ihren Augen, und der Tod wird nicht mehr sein, noch Leid noch Geschrei noch Schmerz wird mehr sein; denn das Erste ist vergangen (Offb 21,1–4 ).
Rechts oben steht Johannes mit einem Engel auf einer Anhöhe, der Engel weist mit der Hand auf das „neue Jerusalem“, dessen Stadttor von einem weiteren Engel bewacht wird. Wie in allen Städtebildern hat Dürer eine zeitgenössische deutsche Stadt dargestellt.

## Siehe auch

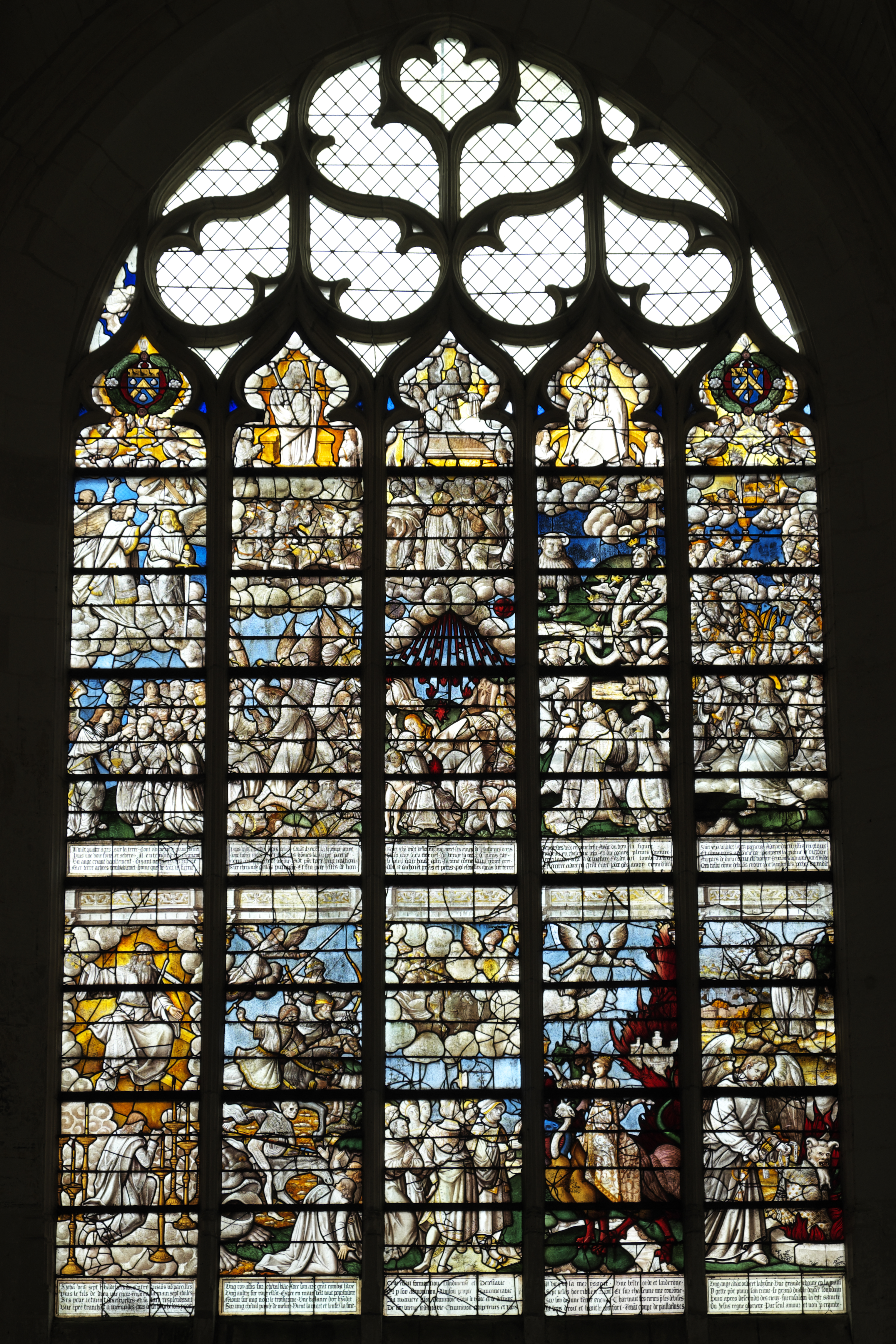
Bleiglasfenster der Apokalypse in der Kirche St-Georges in Chavanges